# 新潟交通のバス路線一覧
新潟交通のバス路線一覧（にいがたこうつうのバスろせんいちらん）
新潟交通が運行する高速バス・路線バス全路線についての一覧である。地域子会社の新潟交通観光バスが運行する路線については、新潟市中心部を発着する路線バスのみ掲載した（その他は新潟交通観光バス#運行路線を参照）。

## 高速バス

### 県外線

新潟県・県外高速バス路線図

新潟側の出発地は万代シテイバスセンターおよび新潟駅万代口。中央区中心部から国道7号（栗ノ木バイパス）を経由して、日本海東北自動車道・新潟亀田インターチェンジより各方面へ向かう。
北陸道・関越道方面の路線は以前、中央区の中心市街地を大回りで経由する運行経路となっており、バスセンター・新潟駅から古町、新潟市役所、新潟県庁を経由して、国道8号（新潟バイパス）女池インターチェンジより県外各方面へ向かっていたが、順次経路変更を実施し、2015年（平成27年）7月16日の金沢線・長野線の経路変更を以って、全路線が栗ノ木バイパス・新潟亀田IC経由となった。
一方、磐越道方面の会津若松線と仙台線は1997年（平成9年）10月2日の磐越道全線開通時から、日本海東北道方面の山形線は2002年（平成14年）10月21日の経路変更時から、この経路で運行している。
なお発着地によって、行き先側の県外バス各社と共同運行を行っている。

#### 北陸道・関越道方面
- ［東京（池袋・新宿）］ 長岡・新潟-東京・大宮線（池袋駅東口・バスタ新宿）
北陸道・関越道経由。
西武バス・越後交通と共同運行

- ［京都・大阪線］ 新潟 - 京都・大阪（梅田）（京都駅前経由 阪急三番街高速バスターミナル）
北陸道・名神高速経由。阪急観光バスと共同運行(2023年3月31日運行終了)

- ［名古屋線］ 新潟 - 名古屋（名鉄バスセンター）
北陸道・上信越道・長野道・中央道経由。名鉄バスと共同運行。中央道高速バスも参照。

- ［長野線］ （長野駅前経由 権堂）
北陸道・上信越道経由。長電バスと共同運行

- ［富山線］ 新潟 - 富山

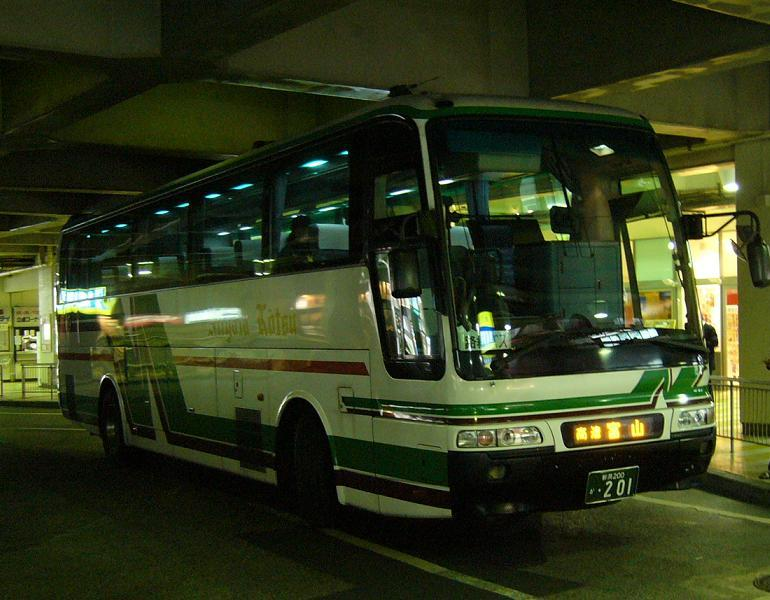
富山 - 新潟線

新潟県新潟市と富山県富山市とを結ぶ。富山地方鉄道との共同運行で、同社と新潟東部営業所が2往復ずつ担当している（計1日4往復）。原則として化粧室付き4列シート定員40名車両で運行。
- 万代シテイバスセンター - 新潟駅前（万代口） - 黒部 - 魚津 - 滑川 - 総曲輪 - 富山駅前

路線沿革
- 2003年（平成15年）10月1日 - 1日2往復（各社1往復）で運行開始。
- 2010年（平成22年）8月1日 - 長岡北・栄の2停車場を新設。
- 2010年（平成22年）12月10日 - 停車停留所に魚津を追加。
- 2011年（平成23年）8月1日 - 停車停留所に木田（上越）を追加。
- 2019年（平成31年）4月1日 - 1日4往復（各社2往復）に増便。
- 2019年（令和元年）10月1日 - 消費税率引き上げに伴う運賃改定。
- 2020年（令和2年）4月25日 - 新型コロナウイルスの影響により、この日より当面の間運休。
- 2022年（令和4年）4月29日 - 上市スマートIC付近のバスターミナル（上市町中江上204-8）に「上市」停留所を新設。

- ［金沢線］ 新潟 - 金沢

新潟県新潟市と石川県金沢市とを結ぶ。北陸鉄道との共同運行で、同社と新潟東部営業所が1往復ずつ担当している。原則として化粧室付き4列シート定員34名車両で運行。
1991年当時、金沢 - 新潟間にはJR北陸本線・信越本線を経由する特急列車が運行されていたが、本路線は低価格の運賃設定を強みに、これら特急列車に対抗するため開設されたものである。
- 万代シテイバスセンター - 新潟駅前（万代口） - 駅西合庁前 - 金沢駅前

沿革
- 1991年（平成3年）8月7日 - 運行開始。
- 2009年（平成21年）5月11日 - 兼六園下 - 香林坊 - 武蔵ヶ辻 - 金沢駅前間廃止。駅西合庁経由に変更。
- 2010年（平成22年）8月1日 - 長岡北・栄の2停車場を新設。
- 2011年（平成23年）8月1日 - ダイヤ改正。停車停留所に木田（上越）を追加。
- 2020年（令和2年）4月25日 - 新型コロナウイルスの影響により、この日より当面の間運休。
- 2020年（令和2年）6月1日 - この日の午後便より（翌6月2日から全便）運行再開。

#### 磐越道・日本海東北道方面
- ［仙台線］ 新潟 - 仙台（仙台駅東口）
磐越道・東北道経由。ジェイアールバス東北と共同運行

- ［郡山線］ 新潟 - 郡山（郡山駅前
磐越道経由。福島交通と共同運行

- ［会津若松線］ 新潟 - 会津若松（会津若松駅前）
磐越道経由。会津乗合自動車と共同運行
新潟発着の県外線で唯一、予約が不要である。また精算には県内高速バスカードが使用できる。
朝晩の便を除き、新潟空港へ乗り入れる。

- ［山形線］ 新潟 - 山形（山形駅前・山交ビルバスターミナル[注 3]）
日本海東北道経由。山交バスと共同運行

### 県内線

ときライナー路線図

県内高速バス「ときライナー」9路線のうち2路線（子会社の新潟交通観光バス運行路線を含めると4路線）の運行を行っているほか、子会社とあわせて残りの5路線の運行業務支援を行っている。路線網の詳細はときライナーの記事を参照。
運行路線
- 【ときライナー】Ｎ 長岡線
- 【ときライナー】Ｊ 上越線

運行業務支援を行う路線
- 【ときライナー】Ｋ 柏崎線
- 【ときライナー】Ｉ 糸魚川線
- 【ときライナー】Ｔ 十日町線
- 【ときライナー】Ｇ 五泉村松線

## 路線バス
新潟交通グループが運行する路線バスのうち、新潟市中心部（BRT沿線の各ターミナル）発着の路線には、アルファベット1桁と数字2桁から成る3桁の系統番号が付与されている。アルファベットは運行方面、中1桁は路線番号、下1桁は運行系統を表しており、路線の全系統を表す路線番号は上2桁のみで表し、方面別のアルファベットごとにラインカラーが設定されている。詳細は以下の通りである。
- BRT - 「B」（朱色）
- 新潟市中心部 - 「C」（Central、オレンジ）
- 南新潟方面（中央区南部・江南区・秋葉区方面） - 「S」（South、グリーン）
- 西新潟方面（西区・南区方面） - 「W」（West、ブラウンまたはマゼンタ）
- 東新潟方面（北区・東区方面） - 「E」（East、ブルー）

運行種別は各停留所に停車する「各停」をはじめ、一部の停留所を通過する「快速」「区間快速」、一部の停留所を通過もしくはバイパス道路などを経由し、且つ中央区内の停留所でクローズドドアシステムを採用した「急行」のほか、通常新潟島の外を発着する郊外路線を新潟島の中心市街地まで乗り換えなしに直通する「ダイレクト便」（末尾D）、通勤・通学の利便性確保のため、高等学校や主要施設の近隣まで直通する「モーニングライナー」（末尾M）が設けられている。
運賃精算方式は、空港リムジン線（エアポートリムジン）や、新潟駅南口 - 新潟競馬場間など発着地間を直通する臨時バスが「前乗り・前払い」方式なのを除き、全て「後ろ乗り・後払い」方式（高速・急行車を使用する便は「前乗り・後払い」方式）。新潟交通グループのICカード「りゅーと」と、「Suica」をはじめとする全国10種類の交通ICカードは、市内中心部を発着する全ての定期路線と、郊外発着の一部路線で利用できる。ただし、路線バスの各種乗り継ぎ割引サービスは「りゅーと」のみが対象で、それ以外の精算方法は対象外となっている。現金・Suica等で、中央区中心部等での乗り継ぎ時に適用される「まち割60」による直通運賃での精算を希望する場合は、新潟市が発行する「のりかえ現金カード」が別途必要となる。
新潟交通が運行する全路線は、GPSによるバスロケーションシステムに対応している。但し、新潟交通観光バスが運行するローカル線の一部（新津駅や巻駅など、中央区中心部以外を発着する路線）と、臨時路線は対応していない。一般路線バスのロケーションシステムは各路線の主要バス停のほか、新潟市と新潟交通がNAVITIMEのシステムを使用して運用している「にいがた新バスシステム 時刻・運賃検索」（#外部リンク参照）の案内サービスで確認できる。また各路線の時刻・運賃は同サイトで検索できるほか、下表の「出典」に記載した事業者ウェブサイトでも確認できる。

### 路線一覧
以下の表では「番号」欄をクリックすることで各路線の概説へリンクできる。
※路線名に「★」が付いている路線は、新潟駅前の降車場が東大通(帝石ビル前)の路線。
|              | 番号             | 路線名                                                            | 出典 （路線図・時刻表等）        | 出典 （路線図・時刻表等）                     |
| 事業者       | 番号             | 路線名                                                            | 自治体等                         |                                               |
| ------------ | ---------------- | ----------------------------------------------------------------- | -------------------------------- | --------------------------------------------- |
|              | BRT              | 萬代橋ライン                                                      | 新潟交通：運行便別時刻表         |                                               |
| 新潟市中心部 | C1               | 県庁線                                                            | 新潟交通：運行便別時刻表         | -                                             |
| 新潟市中心部 | C2               | 浜浦町線                                                          | 新潟交通：運行便別時刻表         | -                                             |
| 新潟市中心部 | C3               | 信濃町線                                                          | 新潟交通：運行便別時刻表         | -                                             |
| 新潟市中心部 | C4               | 東堀通線                                                          | 新潟交通：運行便別時刻表         | -                                             |
| 新潟市中心部 | C5               | 西堀通線                                                          | 新潟交通：運行便別時刻表         | -                                             |
| 新潟市中心部 | C6               | 八千代橋線                                                        | 新潟交通：運行便別時刻表         | -                                             |
| 新潟市中心部 | C7               | 柳都大橋線                                                        | 新潟交通：運行便別時刻表         | -                                             |
| 新潟市中心部 | C8               | 新大病院線                                                        | 新潟交通：運行便別時刻表         | -                                             |
| 南新潟方面   | S1               | 市民病院線                                                        | 新潟交通：運行便別時刻表         | -                                             |
| 南新潟方面   | S2               | 鳥屋野線 ※S20Mのみ★。                                             | 新潟交通：運行便別時刻表         | 江南区内の公共交通マップ 秋葉区公共交通ガイド |
| 南新潟方面   | S3               | 水島町線                                                          | 新潟交通：運行便別時刻表         | -                                             |
| 南新潟方面   | S4               | 上所線                                                            | 新潟交通：運行便別時刻表         | -                                             |
| 南新潟方面   | S5               | 女池線★ ※S50Dのみ。それ以外は市役所前終点。                       | 新潟交通：運行便別時刻表         | -                                             |
| 南新潟方面   | S6               | 長潟線 ※S60Dのみ。それ以外は市役所前終点。                        | 新潟交通：運行便別時刻表         | 江南区内の公共交通マップ                      |
| 南新潟方面   | S7               | スポーツ公園                                                      | 新潟交通：運行便別時刻表         | 江南区内の公共交通マップ                      |
| 南新潟方面   | S8               | 京王団地線★                                                       | 新潟交通：運行便別時刻表         | 江南区内の公共交通マップ                      |
| 南新潟方面   | S9               | 亀田・横越線★                                                     | 新潟交通：運行便別時刻表         | 江南区内の公共交通マップ 秋葉区公共交通ガイド |
| 西新潟方面   | W1               | 有明線★                                                           | 新潟交通：運行便別時刻表         | -                                             |
| 西新潟方面   | W2               | 西小針線★                                                         | 新潟交通：運行便別時刻表         | -                                             |
| 西新潟方面   | W3               | 寺尾線                                                            | 新潟交通：運行便別時刻表         | -                                             |
| 西新潟方面   | W4               | 大堀線                                                            | 新潟交通：運行便別時刻表         | -                                             |
| 西新潟方面   | W5               | 小新線                                                            | 新潟交通：運行便別時刻表         | -                                             |
| 西新潟方面   | W6               | 千歳大橋線                                                        | 新潟交通：運行便別時刻表         | -                                             |
| 西新潟方面   | W7               | 大野・白根線★ ※W70D、W70M、W74急のみ。それ以外は青山終点。        | 新潟交通：運行便別時刻表         | -                                             |
| 西新潟方面   | W8               | 味方線★ ※W80Mのみ。それ以外は青山終点。                           | 新潟交通：運行便別時刻表         | -                                             |
| 東新潟方面   | E1               | 臨港線                                                            | 新潟交通：運行便別時刻表         | -                                             |
| 東新潟方面   | E2               | 空港・松浜線★                                                     | 新潟交通：運行便別時刻表         | -                                             |
| 東新潟方面   | E3               | 河渡線★                                                           | 新潟交通：運行便別時刻表         | -                                             |
| 東新潟方面   | E4               | 大形線                                                            | 新潟交通：運行便別時刻表         | 江南区内の公共交通マップ                      |
| 東新潟方面   | E5               | 牡丹山線                                                          | 新潟交通：運行便別時刻表         | -                                             |
| 東新潟方面   | E6               | 竹尾線                                                            | 新潟交通：運行便別時刻表         | -                                             |
| 東新潟方面   | E7               | はなみずき線                                                      | 新潟交通：運行便別時刻表         | -                                             |
| 東新潟方面   | E8               | 石山線★ ※東明系統(E80、E81)のみ。それ以外は新潟駅前を経由しない。 | 新潟交通：運行便別時刻表         | -                                             |
| その他       | 青山             | 青山循環線                                                        | 新潟交通：運行便別時刻表         | -                                             |
| その他       | みなと           | みなと循環線                                                      | 新潟交通：運行便別時刻表         | -                                             |
| その他       | 青陵L            | 青陵ライナー                                                      | 新潟交通：運行便別時刻表         | -                                             |
| その他       | 黒鳥             | 黒鳥線                                                            | 新潟交通：運行便別時刻表         | -                                             |
| その他       | 芋黒             | 芋黒線                                                            | 新潟交通：運行便別時刻表         | -                                             |
| その他       | 免許センター線   | 免許センター線                                                    | 新潟交通：免許センター線         |                                               |
| その他       | 佐渡汽船線       | 佐渡汽船線                                                        | 新潟交通：朱鷺メッセ・佐渡汽船線 |                                               |
| その他       | 空港リムジンバス | 空港リムジンバス                                                  | 新潟交通：新潟空港線             |                                               |
|              | 臨時バス         | 臨時バス                                                          | -                                | -                                             |

### BRT・新潟市中心部
主に新潟島の中心市街地周辺を走る市内線。
- B1【BRT】萬代橋ライン

詳細は「萬代橋ライン」を参照。
- B10　新潟駅前 - 古町 - 市役所前 - 青山
- B10快　【快速】新潟駅前 - 古町 - 市役所前 - 青山
- B11　新潟駅前 - 古町 - 市役所前 - 青山 - 青山本村 - 青山一丁目　※新潟駅発は青山一丁目終着。青山発は青山本村始発で、青山地内を循環し青山一丁目 → 青山の順に停車。
- B13　新潟駅前 - 古町 - 市役所前 - 青山 - 青山本村 - 済生会病院前 - 西部営業所

- C1 県庁線

市役所前から千歳大橋を渡り、県庁・新潟県道51号新潟黒埼インター笹口線（通称：笹出線）を経由して新潟駅南口に至る路線。従来にいがた基幹バスの「中央循環線」として運行されていたものを、萬代橋ラインの運行開始に伴って市役所前発着とし、後述のS1 市民病院線との2路線に分割したものである。昼間はC10系統が20分間隔で運行され、市役所前 - 出来島間はS1路線と一体のダイヤ編成により10分間隔となる。朝夕はこれに加えて新潟駅南口と県庁及び新潟美咲合同庁舎間を結ぶC12・C13系統が運行される。新潟駅南口の停留所は4番線。
- C10　市役所前 - がんセンター前 - 県庁 - ≪笹出線≫ - 新潟駅南口
- C12　新潟駅南口 - ≪笹出線≫ - 県庁
- C13　新潟駅南口 - ≪笹出線≫ - 県庁前 - 美咲合同庁舎　※土休日運休。

- C2 浜浦町線

新潟駅前 - 古町で萬代橋ラインと同経路をとり、浜浦町を経由して信濃町方面に向かう路線。C21系統の一部は信濃町よりC32（信濃町線）新潟駅行として循環運行する。新潟駅前の停留所は7番線。
- C20　新潟駅前 - 浜浦町 - 信濃町 - 済生会病院前 - 西部営業所
- C21　新潟駅前 - 浜浦町 - 信濃町
- C22　新潟駅前 - 新潟青陵大学 - 水族館前

- C3 信濃町線

大部分においてW1・W2 路線と同経路をとり、済生会病院・西部営業所方面に向かう路線。C32系統の一部は信濃町よりC21（浜浦町線）新潟駅行として循環運行する。なお浜浦町線と信濃町線は、新バスシステム開業前までは「西循環線」として一体的に運行されていた。現在も一部便で循環運行を実施しているが、循環便以外で相互間を乗り換えた場合は直通運賃は適用されない。新潟駅前の停留所は6番線。
- C30　新潟駅前 - 学校町 - 信濃町 - 済生会病院前 - 西部営業所
- C31　新潟駅前 - 学校町 - 信濃町 - 済生会病院 - 西部営業所　※済生会新潟病院の正面玄関を経由。
- C32　新潟駅前 - 学校町 - 信濃町

- C4 東堀通線

市役所から東堀通・歴史博物館を経由して入船営業所方面に向かうもので、新バスシステム開業により従来の「昭和大橋線」を再編した路線。市役所前ではBRT乗換え拠点ではなく3番線から出発する。
- C40 市役所前 - 東堀通 - 歴史博物館前 - 入船営業所

- C5 西堀通線

市役所から西堀通・附船町を経由して入船営業所・新潟みなとトンネル・臨港病院方面に向かうもので、新バスシステム開業により従来の「附船町線」「がんセンター線」を再編した路線。また、C51系統は入船営業所までの経路がC50系統と一部違う。市役所前ではBRT乗換え拠点ではなく3番線から出発する。
- C50　市役所前 - 西堀通 - 入船営業所
- C51　市役所前 - 西堀通 - 入船営業所 - ≪新潟みなとトンネル≫ - 臨港病院前　※土休日運休。

- C6 八千代橋線

新潟駅から八千代橋・附船町を経由して入船営業所方面に向かうもので、C5路線とともに「附船町線」「がんセンター線」を再編した路線。附船町線時代は北行が西堀通経由、南行が東堀通経由だったが、往復とも西堀通経由とした。新潟駅前の停留所は4番線。
- C60　新潟駅前 - ≪八千代橋≫ - 西堀通 - 入船営業所

- C7 柳都大橋線

新潟駅から柳都大橋・稲荷町を経由して入船営業所に向かうもので、新バスシステム開業により新設された路線。既存路線が経由していなかった地区を経由している。新潟駅前の停留所は4番線。
- C70　新潟駅前 - ≪柳都大橋≫ - 湊町通二の町 - 入船営業所

- C8 新大病院線

新潟駅から八千代橋・川端町(上大川前通)を経由して新潟大学病院方面に向かうもので、C7路線とともに新設された路線。既存路線が経由していなかった地区を経由している。新潟駅前の停留所は4番線。
- C80　新潟駅前 - ≪八千代橋≫ - 川端町 - 市役所前 - 新潟大学病院

### 南新潟方面
中央区の信濃川右岸側を主に走る路線や、江南区・秋葉区方面の路線である。
- S1 市民病院線

新潟大学病院から市役所・県庁を経由して新潟市民病院方面に向かう路線で、従来にいがた基幹バスの「中央循環線」として運行されていたものを、前掲の県庁線（C1）との2路線に分割したものである。出来島 - 市民病院間は20分間隔で運行する。市役所前の停留所は7番線。
- S10 新潟大学病院 - 市役所前 - がんセンター前 - 県庁 - 新潟市民病院

- S2 鳥屋野線

新潟駅前 - 市役所前で萬代橋ラインと同一経路をとった後、昭和大橋を渡って県庁前を経由し、信濃川右岸に沿って新潟県道1号新潟小須戸三条線を南下して曽野木ニュータウン・嘉木・酒屋・小須戸方面に向かう路線。新潟駅前の停留所は8番線。S23系統は2023年4月のダイヤ改正で路線が小須戸神社前から小須戸出張所まで延伸された。
- S20　新潟駅前 - 古町 - ≪昭和大橋≫ - 鳥屋野 - 曽野木ニュータウン
- S20M 曽野木ニュータウン → 鳥屋野 → 県庁前 → ≪千歳大橋≫ → 学校町 → 古町 →新潟駅前　※土休日運休。
- S21　新潟駅前 - 古町 - ≪昭和大橋≫ - 鳥屋野 - 曽川 - 嘉木
- S22　新潟駅前 - 古町 - ≪昭和大橋≫ - 鳥屋野 - 曽川 - 酒屋車庫　※土休日運休。曽川 - 酒屋車庫 間は住民バス「両川地域バス」として補助を受け延伸運行。
- S23　新潟駅前 - 古町 - ≪昭和大橋≫ - 鳥屋野 - 曽川 - 酒屋 - 小須戸出張所　※新潟交通観光バスが運行。地域間幹線系統として、国・新潟県・自治体の補助を受ける。

- S3 水島町線

新潟駅から主に新潟県道1号を走り、美咲合同庁舎・西部営業所方面に至る路線である。S2 鳥屋野線と異なり新潟島へは乗り入れない。県庁や美咲合同庁舎への通勤に特化したダイヤが組まれており、通勤時間帯は3～4分間隔である一方、その他時間帯の本数は疎らである。新潟駅前の停留所は8番線。
- S30　新潟駅前 - 水島町 - 県庁前 - 美咲合同庁舎　※土休日運休。
- S31　新潟駅前 - 水島町 - 県庁前 - 鳥屋野 - 済生会病院前 - 西部営業所　※一部は済生会病院（正面玄関）経由

- S4 上所線

新潟駅からユニゾンプラザ・上所を経由して女池愛宕方面に向かう路線(ユニゾンプラザ止まりあり)で、万代シテイ - ユニゾンプラザ前ではS3よりも1本北側の幹線道路「東港線」を走る。新潟駅前の停留所は8番線。
- S40　新潟駅前 - 南高校前 - ユニゾンプラザ前 - 平成通 - 女池愛宕
- S41　新潟駅前 - 南高校前 - ユニゾンプラザ前

- S5 女池線

新潟駅・南口・市役所前から鳥屋野十字路・和合線・江南高校を経由して女池愛宕・新潟市民病院へと向かう路線。朝（7 - 9時）は各系統が5-10分間隔、昼間はS50（D）系統とS51系統がそれぞれ毎時1～2本程度運行される。後述のW73系統も大部分においてS51系統と同経路をとる（新潟駅南口 - 鳥屋野十字路 - 和合町 - 江南高校前 - 女池神明）。
その他、E27M系統（空港・松浜線　松浜発　物見山経由）・E32M（河渡線（こうどせん）　下山スポーツセンター発　向陽3丁目・河渡経由）・E47M（大形線　一日市（ひといち）発　大形本町3丁目経由）の江南高校行も、南高校前 - 鳥屋野十字路 - 和合町 - 江南高校の間S50系統と同経路をとり、E83M系統（石山線　北高校発　石山・新潟駅南口・江南高校経由　新潟市民病院行）も、新潟駅南口 - 鳥屋野十字路 - 和合町 - 江南高校 - 新潟市民病院の間S52系統と同経路をとる。S52・E27M・E32M・E47M・E83M系統は休日運休。新潟駅前の停留所は８番線、市役所前の停留所は7番線、新潟駅南口の停留所は3番線。また、女池線は平日及び休日の14 - 15時の女池方面は和合線の渋滞（桜木インターの渋滞）により30 - 60分ほど遅れることが多い（雪の日などは2時間越えもある）。さらにW73系統（【区間快速】新潟駅南口 - 鳥屋野十字路 - 和合町 - 江南高校 - 女池神明 - 新潟ふるさと村 - 大野仲町 - 大通ニュータウンー8号線 - 白根 - 潟東営業所）は国道8号線の渋滞などもあり、3時間ほどの遅れが生じることが稀にある。さらにこの路線は早くからバスロケーションシステムが導入された路線である。（堀之内南・女池桜木町　各新潟方面行）。女池方面への運行間隔は、市役所前の平日が20 - 40分間隔、休日が30-60分間隔と一番多く、新潟駅南口が平日20 - 60分間隔、休日が約60分間隔で、新潟駅前が15時 - 20時が約1時間間隔、その他の時間はほとんど来ない。
- S50　市役所前 - ≪西跨線橋≫ - 和合町 - 江南高校前 - 女池愛宕
- S50D 新潟駅前 - 古町 - 市役所前 - ≪西跨線橋≫ - 和合町 - 江南高校前 - 女池愛宕
- S51　新潟駅南口 - 北越高校前 - 和合町 - 江南高校前 - 女池愛宕
- S52　新潟駅南口 - 北越高校前 - 和合町 - 江南高校前 - 新潟市民病院　※土休日運休

- S6 長潟線

市役所・新潟駅から主に都市計画道路弁天線を走り、南長潟・イオンを経由して南部営業所に向かう路線で、新潟駅南口からイオンモール新潟南へのアクセスを担う。2017年3月改正前までは市役所前 - 万代シテイ - 東跨線橋 - 新潟駅南口 - （中略） - 南部営業所の経路でS64系統が設定されていたが、E82D系統の設定に伴い廃止された。また、S63系統の亀田駅西口への乗り入れは同改正より行われている。新潟駅南口の停留所は南部行が1、市役所行が2、新潟駅前の停留所は8番線、市役所前の停留所は7番線。
- S60　市役所前 - ≪西跨線橋≫ - 新潟駅南口 - 南長潟 - イオンモール新潟南 - 南部営業所
- S60D 新潟駅前 - 古町 - 市役所前 - ≪西跨線橋≫ - 新潟駅南口 - 南長潟 - イオンモール新潟南 - 南部営業所
- S61　新潟駅南口 - 南長潟 - イオンモール新潟南 - 南部営業所
- S62　市役所前 - ≪西跨線橋≫ - 新潟駅南口 - 南長潟 - 早通 - 南部営業所
- S63　新潟駅南口 - 南長潟 - 鵜ノ子 - 亀田駅西口 - 大江山連絡所前　※土休日運休。南長潟 - 大江山連絡所前 間は住民バス「大江山地区バス」として補助を受け延伸運行。

- S7 スポーツ公園線

新潟駅南口から鳥屋野潟南部へ向かう路線である。ビッグスワンやエコスタジアムでの試合・イベント時には、これとは別に後述の臨時バスが設定されることもある。新たな交通システム（LRTまたはBRT）の第2期導入予定区間となっている（詳細は新潟市の交通を参照）。新潟駅南口の停留所は1番線。
- S70　新潟駅南口 - 南長潟 - スポーツ公園前 - 新潟市民病院 〔- 東京学館前〕　※駅南口発 東京学館行は平日・土曜朝のみ運行。それ以外は全て市民病院発着。
- S71　新潟駅南口 - 南長潟 - スポーツ公園前 - 新潟市民病院 - 曽野木ニュータウン
- S72　新潟駅南口 - 南長潟 - スポーツ公園前 - 新潟市民病院 - 曽野木一丁目 - 曽川 - 大野仲町　※平日1往復のみ

- S8 京王団地線

万代・新潟駅から紫竹・京王団地を経由してイオン・南部営業所方面に向かう路線だが、こちらは新潟駅前 - 南紫竹においてS9・E8と同様の経路をとる。万代シテイの停留所は3番線、新潟駅前の停留所は13番線。
- S80　万代シテイ - 新潟駅前 - 紫竹 - 京王団地 - 南長潟 - イオンモール新潟南 - 南部営業所

- S9 亀田・横越線

万代・新潟駅から主に新潟県道5号新潟新津線を走り、亀田・横越を経由して秋葉区方面または阿賀野市方面に向かう路線(各停便)。急行系統はバイパス経由で運行され、長距離向けの車両が使用される。亀田駅西口への乗り入れは2017年3月改正より開始した（それまでは県道5号を直進）。S97系統を除き新潟交通観光バスが運行し、地域間幹線系統として、国・新潟県・自治体の補助を受ける。万代シテイの停留所は3番線、新潟駅前の停留所は13番線。
- S90　万代シテイ - 新潟駅前 - 亀田駅西口 - 横越 - 水原
- S91急 【急行】万代シテイ - 新潟駅前 - ≪亀田バイパス≫ - 横越 - 水原
- S92急 【急行】水原 → ≪横雲バイパス・亀田バイパス≫ → 新潟駅前 → 万代シテイ　※ 土休日運休。
- S93急 【急行】万代シテイ - 新潟駅前 - ≪亀田バイパス≫ - 横越 - 水原 - 保田車庫前
- S94　万代シテイ - 新潟駅前 - 亀田駅西口 - 横越 - 沢海 - 新津駅 - 秋葉区役所　※土休日運休。
- S95　万代シテイ - 新潟駅前 - 亀田駅西口 - 横越 - 沢海 - 京ヶ瀬営業所
- S96　万代シテイ - 新潟駅前 - 亀田駅西口 - 二本木 - 新津駅 - 秋葉区役所　※ S96の朝1本は地域振興局経由。土休日運休。
- S97　万代シテイ - 新潟駅前 - 亀田駅西口 - 江南区役所 - 酒屋車庫　※ 土休日運休。亀田駅西口 - 酒屋車庫 間は住民バス「両川地域バス」として補助を受け延伸運行。
- S98　万代シテイ - 新潟駅前 - 亀田駅西口

### 西新潟方面
西区や南区方面の路線である。
- W1 有明線

新潟駅前 - 市役所前で萬代橋ラインと同経路をとったのち、主に幹線道路「産業道路」（旧国道402号）・有明を経由して西区内を走る路線。利用客数は新潟交通の路線のなかで4番目に多い。新潟駅前の停留所は6番線。
- W10　新潟駅前 - 古町 - 有明 - グリーン団地 - 内野営業所
- W11　新潟駅前 - 古町 - 有明 - グリーン団地
- W12　新潟駅前 - 古町 - 有明 - 坂井 - 信楽園病院
- W13　美咲合同庁舎 - 有明 - グリーン団地 - 内野営業所　※土休日運休。
- W14M 内野営業所 → グリーン団地 → 有明 → 南高校前 → 新潟駅南口　※土休日運休。
- W15M 内野営業所 → グリーン団地 → 有明 → 浜浦町 → 古町 → 新潟駅前　※土休日運休。

- W2 西小針線

新潟駅前 - 市役所前で萬代橋ラインと同経路をとったのち、主に幹線道路「西大通り」・西小針を経由して西区内を走る路線。新潟交通の主力路線のひとつであり、利用客数は萬代橋ラインに次いで多く、運行本数は同ラインよりも多い。また、停車パターンの異なる2種の快速(西小針経由、上山経由)が設けられている。バス停設置型の無線式バスロケが早い段階から導入されている。新潟駅前の停留所は5番線。
- W20　新潟駅前 - 古町 - 西小針 - 坂井 - 内野営業所
- W20快 新潟駅前 - 古町 - 西小針 - 坂井 - 内野営業所
- W21　新潟駅前 - 古町 - 西小針 - 新潟大学 〔- 内野営業所〕　※一部は新潟大学（新大西門）発着
- W21快新潟駅前 - 古町 - 西小針 - 新潟大学 - 内野営業所
- W22　新潟駅前 - 古町 - 西小針 - 信楽園病院
- W23　美咲合同庁舎 - 県庁前 - 西小針 - 新潟大学・坂井 - 内野営業所　※土休日運休。
- W24M 内野営業所 → 坂井 → 西小針 → 南高校前 → 新潟駅南口　※土休日運休。
- W25M 内野営業所 → 坂井 → 西小針 → 浜浦町 → 古町 → 新潟駅前　※土休日運休。

- W3 寺尾線

青山から新潟県道16号新潟亀田内野線を主に通り、西区内を走る路線。W30-32の一部便は萬代橋ライン直通。青山の停留所は1番線。
- W30　青山 - 寺尾 - 坂井 - 内野営業所
- W31　青山 - 寺尾 - 坂井 - 新潟大学
- W32　青山 - 寺尾 - 坂井 - 信楽園病院
- W33　青山 - 寺尾 - 坂井 - 上新町公民館前　※土休日運休。西新町 - 上新町公民館前 間は住民バス「内野上新町バス」として補助を受け延伸運行。

- W4 大堀線

青山から幹線道路「大堀幹線」を主に通り、西区内を走る路線。W40・42の一部便は萬代橋ライン直通。W44系統の内野駅南口への乗り入れは2017年3月改正より開始した。青山の停留所は1番線。
- W40　青山 - ≪大堀幹線≫ - 坂井 - 内野営業所
- W41　青山 - ≪大堀幹線≫ - 坂井 - 新潟大学
- W42　青山 - ≪大堀幹線≫ - 信楽園病院
- W43　青山 - ≪大堀幹線≫ - 坂井 - 信楽園病院 - 槇尾 - 中野小屋 - 赤塚駅前　※土休日運休。槇尾 - 赤塚駅間は「区バス」として新潟市から補助を受けて延伸運行している。
- W44　青山 - ≪大堀幹線≫ - 槇尾 - 内野駅南口 - 内野営業所
- W45　美咲合同庁舎 - 県庁前 - 青山 - ≪大堀幹線≫ - 坂井 - 内野営業所　※土休日運休。
- W46M 内野営業所 → 坂井 → ≪大堀幹線≫ → 青山 → 白山駅前 → 南高校前 → 新潟駅南口　※土休日運休。

- W5 小新線

青山から小新大通・流通センターを経由して亀貝中央方面に向かう路線。平日朝のW51亀貝発２本は萬代橋ライン直通（W51M・BRT）。青山の停留所は6番線。
- W50　青山 - 小針二丁目 - 亀貝
- W51　青山 - 小針中学前 - 流通センター - 亀貝

- W6 千歳大橋線

青山から県庁前を経由して美咲合同庁舎方面に向かう路線。美咲合同庁舎通勤者用に設定された路線の為、平日のみ運行。また、美咲合同庁舎行と青山行の各1便は大堀線W45系統（美咲合同庁舎 - 青山・大堀 - 内野営業所）に直通している。短距離かつ他路線と重複することもあって、新潟交通の番号付与路線のなかで最も利用者数が少ない。よって、朝は萬代橋ラインの間合い運転の車両や青山循環線の間合いのポンチョ（小型車）が入ることが多い。青山の停留所は6番線。
- W60　青山 - ≪千歳大橋≫ - 県庁前 - 美咲合同庁舎　※土休日運休。

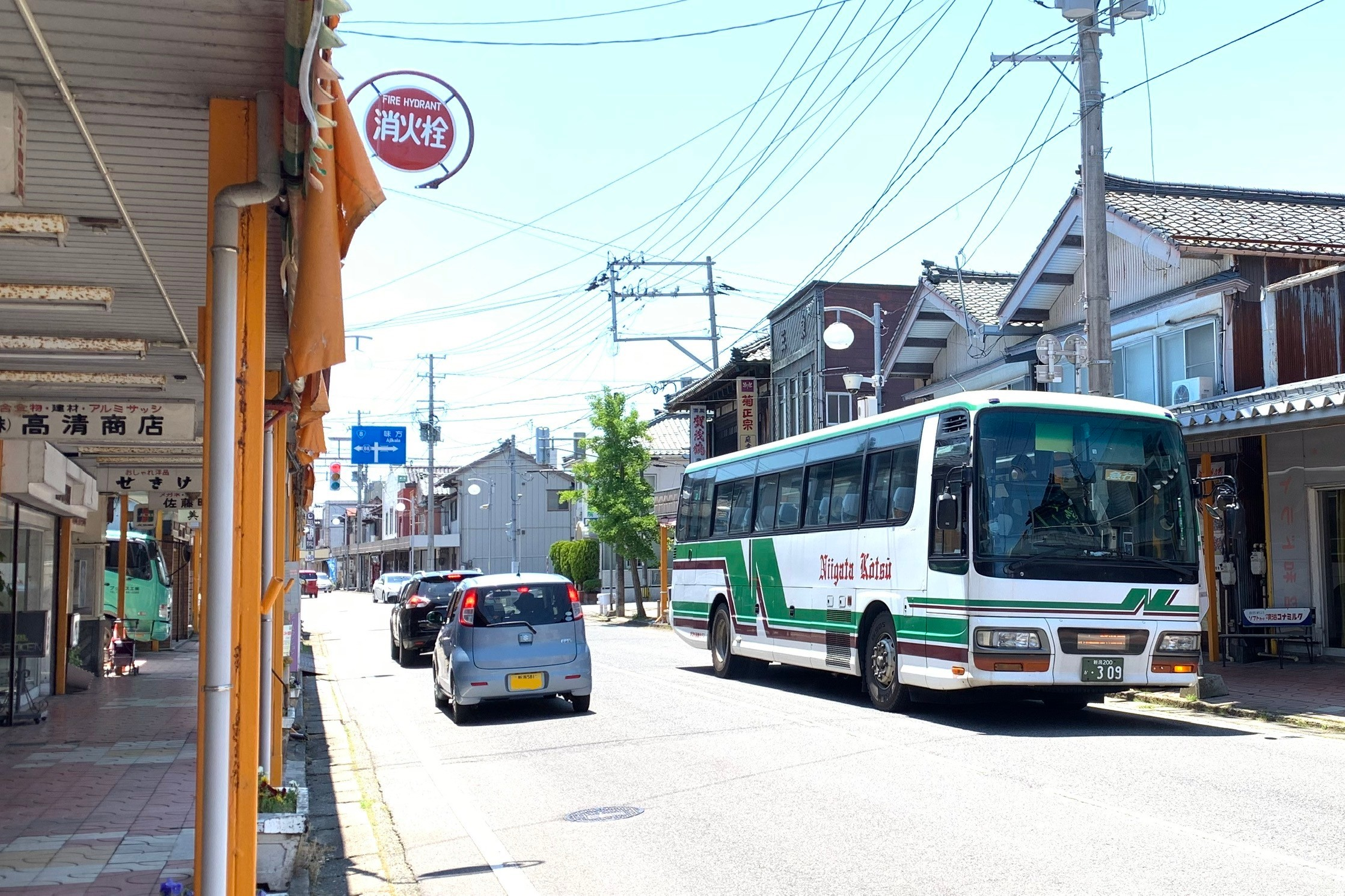
W7 大野・白根線の急行便に充当される車両（2020年5月）
同線は子会社の新潟交通観光バスが担当する。

- W7 大野・白根線

都心方面から南区方面へ向かう路線のうち、国道8号を主に走るものである。鉄道路線の通っていない南区における主要な交通手段となっているため、新バスシステム開業前から行政による様々な交通施策が行われてきており、「南区方面バス利便性向上施策検討協議会」が立ち上げられたほか、「にいがた交通戦略プラン」や「南区生活交通改善プラン」にも当路線に関する多くの施策が盛り込まれている。
新潟交通観光バスが運行。大野（旧黒埼町）止まりの便もある。W70系統は地域間幹線系統として国・新潟県・自治体の補助を受ける。W73系統は新潟駅南口から女池神明の間S51・S52系統と同じ経路となる。W74系統は2023年3月まで急行として運行されており、新潟駅前～下鳥屋野間でクローズドドアシステムを採用していたため、往復とも前述区間だけの利用は不可であった。新潟駅前の停留所は3番線、新潟駅南口の停留所は3番線、青山の停留所は6番線。
- W70　青山 - 新潟ふるさと村 - 大野仲町 - 白根 - 潟東営業所
- W70快 【快速】 青山 - 新潟ふるさと村 - 大野仲町 - 白根 - 潟東営業所
- W70D 【各停】【快速】 新潟駅前 - ≪萬代橋ラインと同経路≫ - 第一高校前 - 東青山 - 新潟ふるさと村 - 大野仲町 - 白根 - 潟東営業所
- W70M 潟東営業所 → 白根 → 大野仲町 → 新潟ふるさと村 → 寺地 → 東青山 → 学校町 → 古町 → 新潟駅前 ※ 平日朝に新潟駅前行きが1本のみ運行される。
- W71　青山 - 新潟ふるさと村 - 大野仲町
- W72　青山 - 済生会第二病院前 - ときめき - 大野仲町
- W73　【快速】新潟駅南口 - 北越高校前 - 江南高校前 - ≪平成大橋≫ - 新潟ふるさと村 - 大野仲町 - 白根 - 潟東営業所
- W74 【快速】新潟駅前 - 古町 - 市役所前 - 鳥屋野 - ≪平成大橋≫ - 新潟ふるさと村 - 大野仲町 - 白根 - 潟東営業所

- W8 味方線

都心方面から南区方面へ向かう路線のうち、中ノ口川左岸の新潟交通電車線跡に沿って走るものであり、一部を除き青山発着。新潟交通観光バスが運行。W80系統は地域間幹線系統として国・新潟県・自治体の補助を受ける。青山の停留所は6番線。
- W80　青山 - 新潟ふるさと村 - 大野仲町 - 木場駅跡 - 味方 - 月潟
- W81　青山 - 新潟ふるさと村 - 大野仲町 - 木場 - 味方 - 潟東営業所　※土休日運休。
- W80M 月潟 → 味方 → 木場駅跡 → 大野仲町 → 新潟ふるさと村 → 東青山 → 学校町 → 古町 → 新潟駅前　※平日朝に月潟発の1本のみ運行されている。

### 東新潟方面
東区や北区方面の路線である。
- E1 臨港線

新潟駅前から沼垂・山ノ下（桃山町）を経由して臨港病院方面に向かう路線。新潟駅前の停留所は10番線。
- E10　新潟駅前 - ≪万代町通≫ - 山ノ下 - 臨港病院前
- E11　新潟駅前 - ≪万代町通≫ - 新日本海フェリー - 山ノ下 - 臨港病院前
- E12　新潟駅前 - ≪万代町通≫ - 桃山町 - 臨港病院前
- E13　船江町 - 平和町東 - 東臨港町 - 臨港病院前 - 桃山町一丁目　※運行便別時刻表には掲載されていない

- E2 空港・松浜線

新潟駅前・市役所前から主に国道113号（新潟飛行場道路）を走り、船江町・新潟空港方面または松浜橋を渡り北区北部方面に向かう路線。新潟交通の主力路線のひとつであり、利用客数は萬代橋ライン、W2 西小針線に次いで3番目に多く、平日ラッシュ時2～3分間隔、昼間10分間隔で運行される。バス停設置型の無線式バスロケが早い段階から導入されている。新潟駅前の停留所は9番線、万代シテイの停留所は4番線、市役所前の停留所は8番線。
- E20　新潟駅前 - 万代シテイ - ≪東港線≫ - 物見山 - 下山 - 松浜
- E20D 市役所前 - 古町 - ≪万代町通≫ - 物見山 - 松浜
- E20M 松浜 → 物見山 → ≪万代町通≫ → 古町 → 市役所前 → 美咲合同庁舎　※土休日運休。
- E21　新潟駅前 - 万代シテイ - ≪東港線≫ - 浜谷町 - 船江町二丁目
- E22　新潟駅前 - 万代シテイ - ≪東港線≫ - 物見山 - 新潟空港  ※一部便は新潟交通観光バスが運行
- E23　新潟駅前 - 万代シテイ - ≪東港線≫ - 物見山 - 松浜 - 新潟競馬場
- E24　新潟駅前 - 万代シテイ - ≪東港線≫ - 物見山 - 松浜 - 〔島見町〕 - 北部営業所　※島見町経由は昼間を中心に一部時間帯で運行。早朝・深夜は加治川 - 北部営業所間を直通
- E25　新潟駅前 - 万代シテイ - ≪東港線≫ - 物見山 - 松港橋 - 新潟医療福祉大学　※平日1往復のみ三菱ガス化学経由
- E25D 市役所前 - 古町 - ≪万代町通≫ - 物見山 - 松港橋 - 新潟医療福祉大学
- E26　新潟駅前 - 万代シテイ - ≪東港線≫ - 物見山 - 松港橋 - 医療福祉大入口 - 太郎代浜　※地域運行協議会から一部補助を受ける。
- E26M 太郎代浜 → 医療福祉大入口 → 松港橋 → 物見山 → ≪新潟みなとトンネル≫ → 附属学校前 → ≪千歳大橋≫ → 美咲合同庁舎　※土休日運休。
- E27M 松浜 → 物見山 → ≪東港線≫ → 南高校前 → 江南高校前　※土休日運休。

- E3 河渡線

新潟駅前・市役所前から主に東区中央部の幹線道路「山の下東港線」を走り、河渡を経由して東区北部の住宅街を巡る路線。昼間はE30系統・E31系統が交互にそれぞれ30分間隔で運行されており、新潟駅前 - 河渡では両者一体の15分間隔のパターンダイヤが組まれる。新潟駅前の停留所は10番線、万代シテイの停留所は5番線、市役所前の停留所は7番線。
- E30　新潟駅前 - 万代シテイ - ≪東港線≫ - 河渡 - 向陽三丁目 〔- 下山スポーツセンター〕　※一部便は向陽三丁目止まり
- E30D 市役所前 - 古町 - ≪万代町通≫ - 河渡 - 向陽三丁目
- E30M 下山スポーツセンター → 向陽三丁目 → 河渡 → ≪万代町通≫ → 古町 → 市役所前 → 信濃町　※土休日運休。
- E31　新潟駅前 - 万代シテイ - ≪東港線≫ - 河渡 - 松崎 - 下山スポーツセンター
- E31D 市役所前 - 古町 - ≪万代町通≫ - 河渡 - 松崎 - 下山スポーツセンター　※土休日運休。
- E32M 下山スポーツセンター → 向陽三丁目 → 河渡 → ≪東港線≫ → 南高校前 → 江南高校前　※土休日運休。

- E4 大形線

万代シテイ・新潟駅前から主に新潟県道3号新潟新発田村上線（通称：旧7号）を走り、各方面に向かう路線。E42系統は津島屋で折り返し、万代シテイまで循環運行している。E41系統は土休日の万代シテイ行1本のみとなり、グループで1番見かけにくい路線である。万代シテイの停留所は1番線、新潟駅前の停留所は11番線。
- E40　万代シテイ - 新潟駅前 - 大形本町 - 一日市　※一部便は新潟交通観光バスが運行
- E40M 一日市 → 大形本町 → 古町 → 市役所前 → 信濃町　※土休日運休。
- E41　万代シテイ - 新潟駅前 - 東部営業所　※土休日に万代シテイ行き1本のみ運行。
- E42　万代シテイ - 新潟駅前 - 大形本町 - 津島屋
- E43　万代シテイ - 新潟駅前 - 大形本町 - 一日市 - 大江山連絡所　※土休日運休。一日市 - 大江山連絡所前 間は住民バス「大江山地区バス」として補助を受け延伸運行。
- E44　万代シテイ - 新潟駅前 - 大形本町 - 一日市 - 新崎 - 新潟競馬場
- E45　万代シテイ - 新潟駅前 - 大形本町 - 一日市 - 早通駅前 - 豊栄駅前　※地域間幹線系統として、国・新潟県・自治体の補助を受ける。
- E46　万代シテイ - 新潟駅前 - 大形本町 - 一日市 - 新崎 - 木崎 - 新発田営業所　※新潟交通観光バスが運行
- E47M 一日市 → 大形本町 → 万代シテイ → 南高校前 → 江南高校前　※土休日運休。

- E5 牡丹山線

万代シテイ・新潟駅前から牡丹山三差路を経由して東区中部に向かう路線。かつての新発田街道を主に走り、狭隘区間を持つ。2015年4月13日より大形駅ロータリーへの乗り入れ開始。新潟駅前の停留所は12番線、万代シテイの停留所は2番線、市役所前の停留所は8番線。
- E50　万代シテイ - 新潟駅前 - 牡丹山三差路 - 北高校前
- E50D 市役所前 - 古町 - 明石一丁目 - 牡丹山三差路 - 北高校前
- E50M 北高校前 → 牡丹山三差路 → 明石一丁目 → 古町 → 市役所前 → 信濃町　※土休日運休。
- E51　万代シテイ - 新潟駅前 - 牡丹山三差路 - 東部営業所　※土休日に1往復のみ運行。

- E6 竹尾線

万代シテイ・新潟駅前から牡丹山三差路を経由して東区中部へ向かう路線。E5 牡丹山線と同様にかつての新発田街道を走ったのち、竹尾地区で循環運行する。新潟駅前の停留所は12番線、万代シテイの停留所は2番線。
- E60　万代シテイ → 新潟駅前 → 牡丹山三差路 → 木戸病院 → 竹尾 → 新潟駅前 → 万代シテイ　※朝の一部便は牡丹山四丁目始発。
- E61　万代シテイ → 新潟駅前 → 牡丹山三差路 → NOCプラザ（卸会館）→ 竹尾 → 新潟駅前 → 万代シテイ
- E60M 牡丹山四丁目 → 木戸病院 → 竹尾 → 古町 → 市役所前 → 信濃町　※土休日運休。

- E7 はなみずき線

新潟駅南口から本馬越・はなみずきを経由して木戸病院方面に向かう路線。2010年代に入って新設された路線。新潟駅南口の停留所は3番線。
- E70　新潟駅南口 - 本馬越 - はなみずき - 木戸病院

- E8 石山線

新潟市中心部から東区南部（石山地区）の住宅街へ向かう路線。東明系統（E80・E81）と山二ツ系統（E82）があり、後者は2017年3月ダイヤ改正で発着地を万代シテイ・新潟駅前から新潟駅南口に変更した。同時に、それまでS64系統が担っていた東跨線橋と駅南方面へのアクセスをE82D系統が引き継いだ。また、E83M系統は同改正で新設されたものである。万代シテイの停留所は3番線、新潟駅前の停留所は13番線、市役所前の停留所は8番線、新潟駅南口の停留所は1番線。
- E80　万代シテイ - 新潟駅前 - 紫竹 - 東明 - 北高校前
- E80M 北高校前 → 東明 → 古町 → 市役所前 → 信濃町　※土休日運休。
- E81　万代シテイ - 新潟駅前 - 紫竹 - 東明 - 大江山連絡所前　※土休日運休。岡山 - 大江山連絡所前 間は住民バス「大江山地区バス」として補助を受け延伸運行。
- E83M 北高校前 → 東明 → 新潟駅南口 → 江南高校前 → 新潟市民病院　※土休日運休。
- E82　新潟駅南口 - 弁天橋 - 山二ツ - 石山団地 - 北高校前
- E82D 市役所前 - 万代シテイ - ≪東跨線橋≫ - 新潟駅南口 - 弁天橋 - 山二ツ - 石山団地 - 北高校前

### その他の路線
新潟交通が運行する郊外各地発の路線と、免許センター線、佐渡汽船線、空港リムジン線には、路線・系統番号は付与されていない。いずれも運行本数は1～10本程度と、番号付与路線と比べて少ない。
- ［青山］　青山循環線

青山から信濃町・浦山を経由して青山方面に向かう路線。新バスシステム開業と同時に運行を開始した新設路線である。なお、料金は全区間100円である。青山の停留所は1番線。
- 青山 → 信濃町 → 浦山 → 青山

- ［みなと］　みなと循環線

ピアbanndaiから沼垂四ツ角・万代・古町・湊町通二の町・ピアbanndai・沼垂四つ角を経由して新潟日報メディアシップ方面に向かう路線。2017年3月改正で運行を開始した新設路線である。
- ピアBandai → 沼垂 → 万代シテイ → ≪萬代橋≫ → 古町 → 湊町 → ≪柳都大橋≫ → ピアBandai → 沼垂 → メディアシップ

- ［青陵L］　青陵ライナー

白山駅から新潟大学病院・水道町を経由して新潟青陵大学方面に向かう路線。2017年3月改正で運行を開始した新設路線である。平日朝のみ運行。全区間100円。
- 白山駅前 → 新潟大学病院 → 水道町一丁目 → 新潟青陵大学

- ［黒鳥］　黒鳥線

内野営業所から槇尾・信楽園病院・黒鳥を経由して大野方面に向かう路線（一部便は信楽園病院止まり）。大野仲町行及び大野仲町発の便は休日運休。大野行の大野仲町は国道8号線上にあるもの（W7・W8の青山・新潟駅方面行の停留所）と、1本奥の停留所にとまる。
- 大野仲町 - 鳥原新田 - 黒鳥 - 信楽園病院 - 槇尾 - 内野営業所
- 信楽園病院 - 槇尾 - 内野営業所

- ［芋黒］　芋黒線

豊栄駅北口から芋黒・新潟競馬場・尾山ニュータウンを経由して新潟医療福祉大学方面に向かう路線。新バスシステム開業と同時に運行を開始した新設路線である。豊栄ショッピングセンター - 競馬場入口間は新潟県道324号（通称：芋黒線）を経由する。
平日のみ運行され、豊栄駅北口発着で石動地内を経由するほか、木崎地内は尾山ニュータウンなどを迂回する。
- 豊栄駅北口 - 芋黒 - 競馬場入口 - 尾山ニュータウン - 競馬場北口 - 新潟医療福祉大学

- 免許センター線

新潟駅南口から蓮野を経由して免許センター方面に向かう路線。新潟駅南口から蓮野の間はバイパスを経由し、直行運転となる。平日・日曜日のみ運行（土曜日と免許センター休業日は運休）。新潟駅南口の停留所は3番線。
- 新潟駅南口 - ≪新潟バイパス・新新バイパス≫ - 蓮野 - 免許センター

- 佐渡汽船線

ピアbanndai・佐渡汽船新潟港ターミナルから朱鷺メッセを経由して新潟駅・県庁方面に向かう路線。定期便に加えて、朱鷺メッセでのイベント時には臨時便が増発される。新潟駅前の停留所は3番線。
- 新潟駅前 - 万代シテイ - 朱鷺メッセ - 佐渡汽船 〔- ピアBandai〕
- 佐渡汽船 → ≪柳都大橋≫ → 古町 → 市役所前 → がんセンター前 → 川岸町 → 県庁　※平日朝1本のみ運行。

- 空港リムジンバス

新潟駅南口から新潟空港まで直行運転している。この路線は料金は前払いとなる。新潟駅南口の停留所は5番線。
- 新潟駅南口 - 新潟空港

### 臨時バス
下記のものは特に多い臨時バスであり、他にもイベントに応じて様々な臨時バスが運行される。
- 競馬場関係

新潟競馬場での中央競馬開催日・場外発売日（主に土曜・日曜と一部祝日）に運行される。豊栄系統は直行ではなく途中いくつかのバス停に停車し、競馬場入口 - 新潟競馬場間は木崎地内は迂回せず、競馬場通りを南北に直通する。
- ＜直行＞ 新潟駅南口 - ≪新潟バイパス・新新バイパス≫ - 新潟競馬場
- 豊栄駅前 - ≪葛塚中央線≫ - 柳原団地前 - 芋黒 - 競馬場入口 - 新潟競馬場

- 鳥屋野潟南部関係

ビッグスワンやエコスタジアム、新潟市産業振興センター等でのイベントの際に新潟駅南口から直行便が運行される。

## 新バスシステム開業前の路線
新潟市中央区中心部を発着する一般路線バスにおいては、BRT路線「萬代橋ライン」の運行開始と既存路線の再編などを含む大規模なダイヤ改正を2015年（平成27年）9月5日に実施し「新バスシステム」を開業した。この際、既存路線では発着地や経由地が大幅に変更され系統番号も一新された。その開業以前の路線の情報を以下に記す。
前掲の新バスシステム開業前日の2015年9月4日までは、下記の路線を運行していた。

### 市内線
新潟駅、古町、新潟市役所などから市内中心部各方面に至る路線。
ほとんどの路線が新潟市内均一区間（運賃：大人200円）内で運行されているが、山ノ下線（4系統）・がんセンター線（5系統）・臨港町線（13系統）の山の下地内、中央循環線のうち市民病院方面（10系統）、西循環線のうち西部営業所方面（11・12系統）など、郊外区間へ乗り入れる便・路線もある。
- 1 昭和大橋線
  - 新潟駅 - 総合福祉会館前 - 南高校前 - （昭和大橋） - 白山公園前 - 市役所前 - 古町 - 湊町 - 歴史博物館前（みなとぴあ） - 入船町 - 入船営業所
往路、万代シテイ周辺は新潟駅前→駅前通→弁天二丁目→総合福祉会館前の順に、古町～湊町間は古町→古町通八番町→新堀通→坂内小路→上大川前通十番町→湊町通二の町の順に停車。復路、湊町～古町間は湊町通二の町→湊町通一の町→広小路→東堀通八番町→古町の順に、万代シテイ周辺は総合福祉会館前→万代一丁目→駅前通→新潟駅前の順に停車。
- 2 美術館線
  - 新潟駅前 - 万代シテイ - 古町 - 中央警察署前 - 新潟市美術館
往路は新潟駅前→弁天二丁目→万代シテイバスセンター南口（伊勢丹前）→本町→古町→中央警察署前→東大畑通二番町→新潟市美術館の順に停車、万代シテイ周辺では旧駅前通、東港線を経由する。復路は新潟市美術館→東畑通二番町→中央警察署前→古町→本町→礎町→万代シテイバスセンター前（テレコムビル前）→駅前通→新潟駅前の順に停車、万代シテイ周辺では萬代橋通りを経由する。
- 5 がんセンター線
  - がんセンター - 市役所前 - 古町 - 豊照町 - 済生会病院前 - 稲荷町 - 窪田町 - 入船営業所 - （新潟みなとトンネル） - 山ノ下 - 末広橋 - 北葉町 - 秋葉一丁目 - 桃山町 - 臨港病院前
がんセンター線（5系統）の山の下地内は、みなとトンネル・臨港町ランプから臨港町・山ノ下・北葉町回りで臨港病院前発着の往復運行。循環運行は行わない。
- 7 中央循環線 【りゅーとリンク】新潟駅前発着 川岸町経由 県庁止まり
  - 新潟駅前 - 万代シテイバスセンター前 - 古町 - 市役所前 - がんセンター前 - 川岸町 - 県庁
- 7A 中央循環線 【りゅーとリンク】〔循環〕新潟駅前発 川岸町先回り 駅南口行
  - 新潟駅前→万代シテイバスセンター前→古町→市役所前→がんセンター前→川岸町→県庁→出来島→上近江→鳥屋野十字路→新潟駅南口
- 8 中央循環線 【りゅーとリンク】駅南口発着 笹出線経由 県庁止まり
  - 新潟駅南口 - 鳥屋野十字路 - 上近江 - 出来島 - 県庁
- 8A 中央循環線 【りゅーとリンク】〔循環〕駅南口発 出来島先回り 新潟駅前行
  - 新潟駅南口→鳥屋野十字路→上近江→出来島→県庁→川岸町→がんセンター前→市役所前→古町→万代シテイバスセンター前→新潟駅前
- 8B 中央循環線 【りゅーとリンク】駅南口発着 笹出線経由 美咲合同庁舎方面
  - 新潟駅南口 - 鳥屋野十字路 - 上近江 - 出来島 - 県庁前 - 美咲合同庁舎
中央循環線（7・7A・8・8A・8B・10系統）のうち新潟駅前始発の系統は、新潟駅南口方面（8A系統）と市民病院方面（10系統）を20分おきに交互に運行。新潟駅前 - 県庁 - 出来島間のデータイムは10分間隔で、出来島 - 新潟駅南口・新潟市民病院間はそれぞれ20分間隔で運行している。なお8系統は朝・夜間のみ、7・8B系統は平日の朝・夕方のみ運行。中央循環線の運行詳細はにいがた基幹バスも併せて参照。
- 9 水島町線 美咲合同庁舎止まり
  - 新潟駅前 - 水島町 - ユニゾンプラザ前 - 新光町 - 県庁前 - 美咲合同庁舎
- 9A 水島町線 西部営業所方面
  - 新潟駅前 - 水島町 - ユニゾンプラザ前 - 新光町 - 県庁前 - 鳥屋野 - （平成大橋） - 寺地西 - 済生会第二病院前 - 西部営業所
水島町線（9・9A系統）の万代シテイ周辺、往路は新潟駅前→駅前通→弁天二丁目→総合福祉会館前の順に停車。復路は総合福祉会館前→万代一丁目→駅前通→新潟駅前の順に停車。なお西部営業所発着便(9A系統)のうち、昼間時間帯の一部は済生会第二病院（構内）に乗り入れる。9系統は平日のみ運行。
- 10 中央循環線 【りゅーとリンク】新潟駅前発着 川岸町経由 市民病院方面
  - 新潟駅前 - 万代シテイバスセンター前 - 古町 - 市役所前 - がんセンター前 - 川岸町 - 県庁 - 出来島 - 女池インター前 - 東京学館前 - 新潟市民病院
- 11 西循環線 信濃町経由 西部営業所方面
  - 新潟駅前 - 万代シテイバスセンター前 - 古町 - 市役所前 - 学校町 - 信濃町 - （有明大橋） - 小針二丁目 - 済生会第二病院前 - 西部営業所
    - 昼間時間帯の一部便は、済生会第二病院（構内）に乗り入れる。
- 11A 西循環線 〔循環〕新潟駅前発着 信濃町先回り
  - 新潟駅前→万代シテイバスセンター前→古町→市役所前→学校町→信濃町→浜浦町→護国神社前→南浜通→古町→万代シテイバスセンター前→新潟駅前
- 12 西循環線 浜浦町経由 西部営業所方面
  - 新潟駅前 - 万代シテイバスセンター前 - 古町 - 日本海タワー前（護国神社前） - 浜浦町 - 信濃町 - （有明大橋） - 小針二丁目 - 済生会第二病院前 - 西部営業所
- 12A 西循環線 〔循環〕新潟駅前発着 浜浦町先回り
  - 新潟駅前→万代シテイバスセンター前→古町→日本海タワー前→浜浦町→信濃町→学校町→市役所前→古町→万代シテイバスセンター前→新潟駅前
- 12B 西循環線 浜浦町経由 信濃町止まり
  - 新潟駅前 - 万代シテイバスセンター前 - 古町 - 日本海タワー前 - 浜浦町 - 信濃町
西循環線の西大畑地内、往路（浜浦町経由=12・12B、循環運行の浜浦町先回り=12A系統）は古町から西大畑→西大畑坂上→日本海タワー前→旭町二番町→岡本小路→水道町一丁目の順に停車。復路（浜浦町経由の上記2系統、循環運行の信濃町先回り=11A系統）は水道町一丁目から護国神社前→附属学校前→西大畑坂上→神宮前→南浜通→古町の順に停車。
西循環線のうち、学校町経由の系統（11・11A・11B・12A）の運行区間は西小針線・有明線（後述）と全く重複しているため、循環運行便の本数は年々削減されつつある。
- 13 臨港町線 片道運行
  - 新潟駅前 - 万代シテイバスセンター - 万国橋 - 末広橋 - 山ノ下 - 臨港二丁目 - 臨港病院前 - 桃山町 - 秋葉一丁目 - 北葉町
- 13A 臨港町線
  - 新潟駅前→万代シテイバスセンター→万国橋→末広橋→山ノ下→臨港二丁目→臨港病院前→桃山町→秋葉一丁目→北葉町→末広橋→万国橋→万代シテイバスセンター南口→新潟駅前
臨港町線（13・13A系統）の万代シテイ周辺、往路は新潟駅前→弁天二丁目→万代シテイバスセンター（7番線）→新潟日報メディアシップの順に停車。復路は新潟日報メディアシップ→万代シテイバスセンター南口（シルバーホテルビル前）→万代一丁目→駅前通→新潟駅前の順に停車。また山の下地内は山ノ下・臨港町先回りの一方向循環。このため片道運行の13系統は、新潟駅前発が山ノ下・臨港町先回りで北葉町止まり、山の下郵便局前発が山ノ下・臨港町・桃山町経由新潟駅前行となる。
- 15 上所線
  - 新潟駅前 - 駅前通 - 弁天二丁目／万代一丁目 - 万代シテイバスセンター南口（伊勢丹前） - 逓信病院前 - 新潟LOTS - 幸西二丁目 - 南高校前
- 16 附船町線
  - 新潟駅前 - 万代シテイ - （八千代橋） - 本町五 - 西堀通（東堀通） - 横七番町 - 附船町 - 入船営業所
附船町線（16系統）の往路、東堀通までの区間は新潟駅前→万代シテイバスセンター前（バスセンター13番線）→逓信病院前→本町通五番町→西堀通四番町→古町（新潟三越横）→西堀通八番町→西堀通十番町→東堀通十二番町の順に停車（万代シテイ周辺では萬代橋通・東港線、古町周辺では西堀通を経由）。復路、東堀通からの区間は東堀通十二番町→東堀通九番町→東堀通七番町（北陸銀行前）→東堀通五番町→本町通五番町→逓信病院前→万代シテイバスセンター南口（シルバーホテルビル前）→万代一丁目→駅前通→新潟駅前の順に停車（古町周辺では東堀通、万代シテイ周辺では東港線・小須戸線を経由）。
- 17 佐渡汽船線 新潟駅前発着
  - 新潟駅前 - 万代シテイ - 朱鷺メッセ - 佐渡汽船
佐渡汽船線（17系統）、往路は新潟駅前→万代シテイバスセンター（6番線）→新潟日報メディアシップ→柳都大橋→朱鷺メッセ→佐渡汽船（新潟港ターミナル）の順に停車、万代シテイ周辺では旧駅前通、バスセンター構内、東港線を経由する。復路は佐渡汽船→朱鷺メッセ→柳都大橋→新潟日報メディアシップ→万代シテイバスセンター前（テレコムビル前）→駅前通→新潟駅前の順に停車、万代シテイ周辺では萬代橋通りを経由する。
- 18 佐渡汽船線 佐渡汽船発着 柳都大橋経由 県庁方面
  - 佐渡汽船→朱鷺メッセ→（柳都大橋）→古町→市役所前→がんセンター前→川岸町→県庁
    - 平日の午前、佐渡汽船発県庁行のみ運行。
- 19 水族館線
  - 新潟駅前 - 万代シテイバスセンター前 - 古町 - 西大畑（南浜通） - 日本海タワー前（護国神社前） - 新潟青陵大学前 - 水族館前（新潟市水族館 マリンピア日本海）
水族館線（19系統）の西大畑地内、往路は古町から西大畑→西大畑坂上→日本海タワー前→旭町二番町→岡本小路→水道町一丁目の順に停車。復路は水道町一丁目から護国神社前→附属学校前→西大畑坂上→神宮前→南浜通→古町の順に停車。
- 新潟市観光循環バス
詳細は新潟市の交通#観光循環バスを参照。

### 近郊・郊外線
新潟駅、万代シテイバスセンター、古町、新潟市役所から新潟市郊外及び近郊市町各方面に至る路線。路線網が市内中心部から放射状に伸びているため、当項目では系統番号順ではなく、方面別に北東側（北区、東区方面）から南西側（南区、西区方面）へ順に列記する。
なお郊外線の古町行きは路線によって行き先が異なるため、注意が必要である。市内中心部の詳細な運行経路は各路線の付記を参照。

#### 松浜・河渡方面
国道113号（東港線・空港通り）、市道山の下東港線を軸に、新潟市北東部（東区北部=藤見・下山地区、北区北部=松浜・南浜地区）に至る路線。新潟空港、新潟競馬場方面への路線がある。空港線のうちエアポートリムジンは、新潟駅南口と新潟空港をノンストップで結ぶ（所要約25分）。
- 300 松浜線 下山経由 松浜発着
  - 市役所前 - 古町 - 万代シテイバスセンター前 - 沼垂四ツ角 - 北葉町 - 浜谷町 - 河渡新町 - 空港入口 - 下山 - 松浜二丁目 - 松浜本町 - 松港橋 - 松浜
- 301 松浜線 下山経由 松浜・競馬場方面
  - 市役所前 - 古町 - 万代シテイバスセンター前 - 沼垂四ツ角 - 北葉町 - 浜谷町 - 河渡新町 - 空港入口 - 下山 - 松浜二丁目 - 松浜本町 - 松港橋 - 松浜 - 新潟競馬場前 - オフト新潟前
- 302 松浜線 下山経由 松浜・北部営業所方面
  - 市役所前 - 古町 - 万代シテイバスセンター前 - 沼垂四ツ角 - 北葉町 - 浜谷町 - 河渡新町 - 空港入口 - 下山 - 松浜二丁目 - 松浜本町 - 松港橋 - 松浜 - 南浜病院前 - 加治川 - 北部営業所
- 303 松浜線 下山経由 松浜・島見町・北部営業所方面
  - 市役所前 - 古町 - 万代シテイバスセンター前 - 沼垂四ツ角 - 北葉町 - 浜谷町 - 河渡新町 - 空港入口 - 下山 - 松浜二丁目 - 松浜本町 - 松港橋 - 松浜 - 南浜病院前 - 加治川 - 島見町 - 加治川 - 北部営業所
- 305 松浜線 下山始発 市役所前行
  - 下山営業所→空港入口→河渡新町→浜谷町→北葉町→沼垂四ツ角→万代シテイバスセンター前→古町→市役所前
- 306 松浜線 【モーニングライナー(I)】松浜始発 学校町方面
  - 松浜→下山→空港入口→河渡新町→浜谷町→北葉町→沼垂四ツ角→万代シテイバスセンター前→古町→市役所前→学校町→県庁→美咲合同庁舎
    - 平日3本運行。土休日は運休
- 308 松浜線 【モーニングライナー(II)】松浜始発 下山経由 女池方面
  - 松浜→松港橋→松浜本町→下山→空港入口→河渡新町→浜谷町→北葉町→万国橋→新潟日報メディアシップ→万代シテイバスセンター前→逓信病院前→南高校前→鳥屋野十字路→江南高校前
    - 平日2本運行。土休日は運休
- 310 松浜・太夫浜線 下山・陽光ニュータウン経由 医療福祉大発着
  - 市役所前 - 古町 - 万代シテイバスセンター前 - 沼垂四ツ角 - 北葉町 - 浜谷町 - 河渡新町 - 空港入口 - 下山 - 松浜二丁目 - 松浜本町 - 松港橋 - 陽光ニュータウン - 太夫浜 - 敬和学園入口 - 新潟医療福祉大学前（構内）
    - 太夫浜地内は松港橋 - 松浜病院前 - 太夫浜新町一丁目 - 陽光ニュータウン - 太夫浜上 - 太夫浜の順に停車。医療福祉大発着便は全て同大構内発着。なお医療福祉大発のうち平日朝1本のみ、松港橋→松浜一丁目（山の上）→松浜二丁目の順に停車。また医療福祉大発のうち平日夕方1本のみ、松浜病院前→三菱ガス化学前→太夫浜入口→松港橋の順に停車。
- 313 松浜・太夫浜線 下山経由 太郎代浜方面
  - 市役所前 - 古町 - 万代シテイバスセンター前 - 沼垂四ツ角 - 北葉町 - 浜谷町 - 河渡新町 - 空港入口 - 下山 - 松浜二丁目 - 松浜本町 - 松港橋 - 太夫浜 - 敬和学園入口 - 新潟医療福祉大学入口 - 島見浜 - 太郎代浜
    - 太夫浜地内は陽光ニュータウンを経由せず、松港橋 - 松浜病院前 - 太夫浜上 - 太夫浜の順に直通する。また医療福祉大構内には乗り入れない。なお市役所前発のうち平日朝1本のみ、松港橋→三菱ガス化学前→太夫浜入口→松浜病院前の順に停車。また太郎代浜発のうち平日朝1本のみ、松港橋→松浜一丁目（山の上）→松浜二丁目の順に停車。
- 314 松浜・太夫浜線 【モーニングライナー(I)】太郎代浜始発 陽光ニュータウン・松浜山の上・下山・みなとトンネル経由 関屋・県庁方面
  - 太郎代浜→島見浜→新潟医療福祉大学入口→敬和学園入口→太夫浜→陽光ニュータウン→松港橋→松浜一丁目（山の上）→松浜二丁目→下山→空港入口→河渡新町→浜谷町→秋葉一丁目→（新潟みなとトンネル）→附属学校前→金衛町→千歳大橋西→県庁→美咲合同庁舎
    - 平日1本運行。土休日は運休

松浜線（300～314系統）には1985年、バスロケーションシステムを内包する都市新バスシステムが導入されており、主要停留所には接近表示器が設置されている。松浜線の市内中心部は、往復とも柾谷小路・万代町通を経由して市役所前 - 東中通 - 古町（往路:NEXT21前、復路:新潟信金前） - 本町 - 万代シテイバスセンター前 - 万代町 - 東地区総合庁舎前 - 沼垂四ツ角 - 沼垂東五丁目 - 中央埠頭の順に停車。モーニングライナーのうち306系統は本町から古町（三越前）→東中通→市役所前の順に学校町・信濃町まで各停。308系統は新潟日報メディアシップからバスセンター前（バスセンター13番線）→逓信病院前→南高校前→鳥屋野十字路の順に停車し、江南高校前まで各停。314系統は秋葉一丁目から桃山町一丁目→桃山町二丁目→臨港町三丁目→臨港二丁目→（新潟みなとトンネル）附属学校前→日本海タワー前→（この間、西循環線・浜浦町方面と同一経路）金衛町一丁目→昭和町→千歳大橋西→県庁前→県庁の順に各停。医療福祉大・太郎代浜方面に至る310番台のうち、松浜一丁目（山の上）経由は平日・市内中心部方面3本のみ運行。三菱ガス化学前は平日1往復のみ経由。また新潟医療福祉大学入口 - 太郎代浜間は住民バス区間となっている。この310番台は松浜以東は海側を経由することから、通称「浜線」と呼ばれる。また以前は往路バスセンター発・東港線経由、復路万代町通経由・古町（新津屋小路）終着だったが[31]、2009年6月1日から300番台と同様、往復とも市役所前発着、柾谷小路・万代町通経由となった[32]。
- 320 船江町線
  - 市役所前 - 古町 - 万代シテイバスセンター前 - 沼垂四ツ角 - 北葉町 - 浜谷町 - 平和町東 - 船江町二丁目
船江町線のうち320系統の市内中心部は、往復とも前述の松浜線（300～314系統）と同一経路を経由。以前は往路バスセンター発・国道7号（東大通・明石通）・栗ノ木バイパス経由、復路万代町通経由・古町（新津屋小路）終着（一部はバスセンター前終着）だったが[31]、2009年6月1日から松浜線等と同様、往復とも市役所前発着、柾谷小路・万代町通経由となった[32]。
- 321 船江町線 船江町始発 平和町経由 秋葉町止まり
  - 船江町二丁目→平和町東→平和町西→東臨港町→臨港病院前→桃山町→秋葉一丁目
平日1本運行。船江町地区から新潟市立桃山小学校へ通学する児童向けのスクールバス路線であり、土休日・学休日は運休。320系統とは一部運行経路が異なっており、空港通り（宝町、山ノ下中学前）は経由せず、出光興産新潟石油製品輸入基地内の県道（県道4号）を経由する。
- 330 新潟駅・松浜線 新潟駅万代口発着 東港線・浜谷町経由
  - 新潟駅前 - 万代シテイバスセンター - 万国橋 - 北葉町 - 浜谷町 - 河渡新町 - 空港入口 - 下山 - 松浜二丁目 - 松浜本町 - 松港橋 - 松浜
松浜線のうち、新潟駅前発着・東港線経由の市内中心部は、往路は新潟駅前（万代口バスターミナル6番線）→弁天二丁目→万代シテイバスセンター（7番線）→新潟日報メディアシップ→宮浦中学前→万国橋→中央埠頭の順に停車。復路は中央埠頭→万国橋→宮浦中学前→新潟日報メディアシップ→万代シテイバスセンター南口（シルバーホテルビル横）→万代一丁目→駅前通→新潟駅前の順に停車。新潟駅発は概ね60分間隔、松浜発は朝夕を中心に運行する。
- 331 空港線 【各停】新潟駅万代口発着 東港線・浜谷町経由
  - 新潟駅前 - 万代シテイバスセンター - 万国橋 - 北葉町 - 浜谷町 - 河渡新町 - 空港入口 - 新潟空港
空港線のうち東港線・浜谷町経由（各停）の市内中心部は、往復とも前述の新潟駅・松浜線（330系統）と同一経路を経由。新潟交通と新潟交通観光バスが運行を担当し、概ね30～60分間隔で運行している（運行本数：平日15往復、土曜・休日13往復）。なお新潟空港発のダイヤは空港の到着便に合わせるため、一部40～70分間隔となる場合がある。
- 番号なし 空港線 【急行・エアポートリムジン】新潟駅南口発着
  - 新潟駅南口 - （ノンストップ） - 新潟空港
空港線のうちエアポートリムジン（急行）は新潟駅南口バスターミナル（5番線）発着、東跨線橋・明石通・栗ノ木バイパス・東港線・空港通り経由。新潟空港の発着便に合わせて20～30分間隔で運行している（運行本数：南口発33本、空港発32本）。ノンストップ運行のため、運賃は前払いとなっている（新潟駅 - 空港間：大人400円）。

新潟県と新潟市では近年「新潟空港アクセス改善事業」の一環として空港線の運行体制を順次再整備しており、2003年秋から国道113号などに公共車両優先システムを段階的に導入し、所要時間の短縮を図った。また2007年以降は、新潟駅前の降車位置見直し（帝石ビル前から万代口ロータリー内へ移動）などサービス面の改善や試験増発等の社会実験を実施した。これらの結果を踏まえ、2009年4月1日から新潟駅南口の駅前広場改修に合わせて空港線の発着地を南口バスターミナルへ移転し、複数あった停車パターンをノンストップのみとした。またオレンジ色を基調としたリムジン専用の新型車両を導入し、表示装置や車内放送を5か国語に対応するなど車内設備も拡充。さらに乗降時間の短縮を図る為、両バス停に自動券売機を設置するなどサービス面を大幅に改善した。
なお、エアポートリムジン開設以前は万代シテイバスセンター・新潟駅前発着で急行（330・ノンストップ）、快速（331・浜谷町、物見山、河渡新町、空港入口に停車）、各停（332・バスセンター発朝1本のみ、中央埠頭以東は各停）の3種別が運行されていた[31]（以前の運行本数：バスセンター・新潟駅発27本、空港発22本）が、エアポートリムジンの運行開始に際して県・市の運行助成をリムジンへ一本化する事になり、万代口側の路線は一旦全便運休となった。しかし、新潟駅へ直通する路線が無くなった沿線の藤見・下山地区などから運行続行を求める意見が多く、また空港利用者からも万代口側への利便性確保を求める意見が多かったことから、5月1日より各停として運行を再開[33]。当初は運行の無い時間帯があったが、6月1日から終日60分ヘッドとなった。
- 340 河渡線 松崎・木工団地経由
  - 古町 - 万代シテイバスセンター前 - 沼垂四ツ角 - 紡績口 - 大山二丁目 - 藤見町 - 河渡 - 松崎 - 海老ケ瀬木工団地 - 下山スポーツセンター
- 350 河渡線 有楽・向陽経由
  - 古町 - 万代シテイバスセンター前 - 沼垂四ツ角 - 紡績口 - 大山二丁目 - 藤見町 - 河渡 - 有楽一丁目 - 向陽三丁目
- 351 河渡線 【モーニングライナー(I)】向陽始発 学校町方面
  - 向陽三丁目→有楽一丁目→河渡→藤見町→大山二丁目→紡績口→沼垂四ツ角→万代シテイバスセンター前→古町→市役所前→学校町→信濃町
    - 平日1本運行。土休日は運休
- 352 河渡線 有楽・向陽経由
  - 古町 - 万代シテイバスセンター前 - 沼垂四ツ角 - 紡績口 - 大山二丁目 - 藤見町 - 河渡 - 有楽一丁目 - 向陽三丁目 - 下山スポーツセンター
河渡線（340～352系統）の市内中心部は、往路は柾谷小路・万代町通を経由して古町（NEXT21前）→本町→万代シテイバスセンター前→万代町→東地区総合庁舎前→沼垂四ツ角→沼垂東五丁目→中央埠頭の順に停車。復路は万代町通・柾谷小路・東堀通を経由して中央埠頭→沼垂東五丁目→沼垂四ツ角→東地区総合庁舎前→万代町→万代シテイバスセンター前→本町→古町（新津屋小路）の順に停車。モーニングライナーの351系統は本町から古町（三越前）→東中通→市役所前の順に学校町・信濃町まで各停。また山の下地内（長者町南、大山二丁目）はバス停の位置が異なり、河渡方面は日東紡績新潟事業センター北側の市道沿い、古町方面は同センター南側の市道山の下東港線沿いに設けられている。
2009年4月1日から木工団地方面・向陽方面とも、運行区間が新潟市下山スポーツセンターまで延伸された。

#### 下木戸・一日市方面
新潟県道3号新潟新発田村上線（旧7号・新発田街道）を軸に、新潟市東部（東区中部=木戸・大形地区、北区中部=濁川・豊栄地区）、新発田市方面に至る路線。
- 700 新発田線 大形本町・新崎・木崎経由
  - 万代シテイバスセンター - 蒲原町 - 下木戸 - 大形本町 - 一日市 - 新崎駅前 - 競馬場入口 - 佐々木駅前 - 敬和学園大学前 - 新発田駅前 - 新発田営業所
- 710 豊栄線 大形本町・早通経由
  - 万代シテイバスセンター - 蒲原町 - 下木戸 - 大形本町 - 一日市 - 新崎団地前 - 早通駅前 - 北区役所前 - 豊栄駅前
- 720 競馬場線 大形本町・新崎経由
  - 万代シテイバスセンター - 蒲原町 - 下木戸 - 大形本町 - 一日市 - 新崎駅前 - 競馬場入口 - 新潟競馬場
- 740 一日市・大江山線 大形本町経由 一日市発着
  - 万代シテイバスセンター - 蒲原町 - 下木戸 - 大形本町 - 一日市
- 741 一日市・大江山線 大形本町経由 大江山方面
  - 万代シテイバスセンター - 蒲原町 - 下木戸 - 大形本町 - 一日市 - 江口 - 大江山連絡所
一日市 - 大江山間は住民バス区間。土休日は全便運休
- 742 一日市・大江山線 【モーニングライナー(I)】一日市始発 大形本町経由 学校町方面
  - 一日市→大形本町→下木戸→蒲原町→万代シテイバスセンター前→古町→市役所前→学校町→信濃町
    - 土休日は運休
- 743 一日市・大江山線 【モーニングライナー(II)】一日市始発 大形本町経由 女池方面
  - 一日市→大形本町→下木戸→蒲原町→万代シテイバスセンター前→逓信病院前→南高校前→鳥屋野十字路→江南高校前
    - 土休日は運休
- 750 津島屋線 大形本町経由
  - 万代シテイバスセンター - 蒲原町 - 下木戸 - 大形本町 - 津島屋
- 770 東部営業所線 東部営業所始発 バスセンター前方面
  - 東部営業所→山木戸→蒲原町→明石一丁目→駅前通→万代シテイバスセンター前
    - 東部営業所から新潟市中心部への回送運用を兼ねた路線。バスセンター前行きのみ運行
- 780 免許センター線 【急行】バイパス経由
  - 万代シテイバスセンター - 新潟駅前 - （新潟バイパス・新新バイパス） - 免許センター
    - 平日・日曜日のみ運行。免許センター休業日は全便運休。

700系統の市内中心部、往路はバスセンター→明石一丁目→蒲原町の順に停車（免許センター線は新潟駅前から直行）。復路は蒲原町から明石一丁目→駅前通→万代シテイバスセンター前→本町→古町（東堀通五番町）の順に停車。免許センター線は新潟駅前（帝石ビル前）→万代シテイバスセンター前の順に停車。なお、各路線とも復路の一部はバスセンター前止まりとなる。また、モーニングライナーの742系統は本町から古町（新潟信金前）→東中通→市役所前の順に学校町・信濃町まで各停。743系統はバスセンター前から逓信病院前→南高校前→鳥屋野十字路の順に江南高校前まで各停。

#### 牡丹山方面
新潟県道3号新潟新発田村上線の南側を走る市道（前述の県道3号以前の国道にあたる）、新潟県道4号新潟港横越線（赤道）を経由して、新潟市東部（東区中部=木戸・大形地区）に至る路線。
- 400 牡丹山線 下木戸・北高校方面
  - 古町 - 万代シテイバスセンター前 - 蒲原町 - 山木戸 - 牡丹山 - 下木戸 - 寺山 - 大形駅前 - 北高校前
- 401 牡丹山線 東部営業所発着
  - 古町 - 万代シテイバスセンター前 - 蒲原町 - 山木戸 - 牡丹山 - 東部営業所
- 402 牡丹山線 【モーニングライナー(I)】北高校始発 牡丹山経由 学校町方面
  - 北高校前→大形駅前→寺山→牡丹山→山木戸→蒲原町→万代シテイバスセンター前→市役所前→学校町→信濃町
    - 土休日は運休

牡丹山線のうち北高校発着便（400・402系統）は、往路は牡丹山三差路から赤道・新発田街道経由で牡丹山二丁目→下木戸→上木戸新町→中上木戸→東上木戸の順に停車。復路は東上木戸から旧道経由で上木戸本町→牡丹山神社前→牡丹山三差路の順に停車。東部営業所発着便（401系統）は早朝・夜間のみ運行。
- 410 竹尾線 卸会館回り
  - 古町→万代シテイバスセンター前→蒲原町→山木戸三丁目→山木戸五丁目→牡丹山四丁目→竹尾インター前→卸会館前→竹尾→山木戸五丁目→山木戸三丁目→蒲原町→万代シテイバスセンター前→古町
- 411 竹尾線 木戸病院・竹尾回り
  - 古町→万代シテイバスセンター前→蒲原町→山木戸三丁目→山木戸五丁目→牡丹山四丁目→はなみずき→木戸病院→竹尾→山木戸五丁目→山木戸三丁目→蒲原町→万代シテイバスセンター前→古町
竹尾線のうち卸会館回り（410系統）は、山木戸五丁目（旧道）から山木戸六丁目→牡丹山三差路→牡丹山四丁目→牡丹山小学校入口→竹尾インター前→卸新町東→卸会館前→卸新町二丁目→竹尾→東工業高校前→市営住宅前→中山→山木戸五丁目（蜂の巣商店街通り）の順に一方向へ循環運行し、再び市内中心部へ向かう。木戸病院・竹尾回り（411系統）は牡丹山四丁目から牡丹山十字路→牡丹山五丁目→木戸中学校前→はなみずき→木戸病院→竹尾神社前→竹尾→東工業高校前→市営住宅前→中山→山木戸五丁目（蜂の巣商店街通り）の順に循環運行し、再び市内中心部へ向かう。なお一部はバスセンター前止まり。
- 450 はなみずき線 出来島上木戸線・市営中山住宅経由
  - 新潟駅南口 - 本馬越 - 市営住宅前 - 牡丹山十字路 - はなみずき - 木戸病院
木戸病院の移転に伴い2011年7月1日に新設された路線[34]。新潟県道51号新潟黒埼インター笹口線（笹出線）・新潟市道出来島上木戸線経由。平日朝は約20分間隔、夕方は約45分間隔、データイムと土曜・休日は概ね60分間隔。木戸地区内は循環運行せず、同一経路を往復運行する。

#### 石山・亀田方面
国道49号と新潟県道5号新潟新津線（旧49号）を軸に、新潟市南東部（東区石山地区、江南区亀田・横越地区、秋葉区新津地区）、阿賀野市方面に至る路線。横越方面へは亀田駅からの乗換え利用も多い。
また、京ヶ瀬営業所管内の一部路線でも系統表示が行われている。
- 900 水原線 山二ツ・亀田駅前・横越経由
  - 万代シテイバスセンター - 蒲原町 - 南紫竹 - 山二ツ - 亀田駅前 - 亀田上町 - 曙町（旧道） - 横越 - 黒瀬新江橋 - 京ヶ瀬支所前 - 中山口 - 水原 - 瓢湖前
- 901 水原線 【急行】亀田バイパス・横越経由
  - 万代シテイバスセンター - 駅前通 - 明石一丁目 - 明石二丁目（往路のみ停車） - 蒲原町（復路のみ停車） - （栗ノ木バイパス・亀田バイパス） - 曙町（バイパス） - （これより各停）川根谷内入口 - 横越 - 黒瀬新江橋 - 京ヶ瀬支所前 - 中山口 - 水原 - 瓢湖前
- 902 水原線 【急行】亀田バイパス・横越経由 保田方面
  - 万代シテイバスセンター - 駅前通 - 明石一丁目 - 明石二丁目（往路のみ停車） - 蒲原町（復路のみ停車） - （栗ノ木バイパス・亀田バイパス） - 曙町（バイパス） - （これより各停）川根谷内入口 - 横越 - 黒瀬新江橋 - 京ヶ瀬支所前 - 中山口 - 水原 - 堀越 - 寺社 - 保田車庫前
- 905 水原線 【急行】横雲バイパス経由
  - 水原→中山口→京ヶ瀬支所前→黒瀬新江橋（これまで各停）→（横雲バイパス・亀田バイパス・栗ノ木バイパス）→蒲原町→明石一丁目→駅前通→万代シテイバスセンター前→本町→古町（三越前）
    - 往路、バスセンター→明石二丁目間に限り乗車のみ。復路、蒲原町→バスセンター前・古町間に限り降車のみ。なお保田発着の902系統は保田発7時30分、バスセンター18時00分発の1往復のみ運行。新潟市中心部から阿賀野市安田地区へ直通する路線バスはこの1往復のみである。それ以外は水原で乗換え、もしくは前述の高速バス（五泉・村松線）を利用。また横雲バイパス経由の905系統は平日朝1本のみ運行。横越中心部は経由しない。

水原線の水原発着便（900・901系統）のうち、水原を昼間時間帯に発着する一部便は、瓢湖前まで延長運行を行っている。
- 910 沢海線 山二ツ・亀田駅前・横越経由 新津駅方面
  - 万代シテイバスセンター - 蒲原町 - 南紫竹 - 山二ツ - 亀田駅前 - 亀田上町 - 曙町（旧道） - 横越 - 上沢海博物館前 - 中新田 - 下越病院 - 新津工業高校前 - 新津駅 - 秋葉区役所
- 911 沢海線 山二ツ・亀田駅前・横越経由 京ヶ瀬営業所発着
  - 万代シテイバスセンター - 蒲原町 - 南紫竹 - 山二ツ - 亀田駅前 - 亀田上町 - 曙町（旧道） - 横越 - 上沢海博物館前 - 中新田 - 京ヶ瀬営業所
    - 北方文化博物館へは、沢海線「上沢海博物館前」下車後徒歩約2分。

沢海線は、中新田バス停で経路が二手に分かれる。新津駅発着（910系統）は中新田駐在所前 - 下越病院 - 新津工業高校前 - 金沢町二丁目 - 金沢町一丁目 - 新町 - 新津駅 - 本町二丁目 - 山谷 - 秋葉区役所の順に停車。京ヶ瀬営業所発着（911系統）は阿賀浦橋を渡って阿賀浦橋東詰 - 京ヶ瀬営業所の順に停車。なお、中新田バス停の位置も行き先によって異なっており、新津駅発着便（910・912系統など）は国道460号沿いの中新田郵便局前、京ヶ瀬営業所発着便（911系統）は県道17号沿いの羽越本線阿賀野川橋梁ガード先となっている。
水原線と沢海線が経由する曙町バス停は2箇所あり、各停（山二ツ・亀田駅前経由）の停留所は市道（旧国道49号）沿い、急行（亀田バイパス経由）の停留所はバイパス（新潟県道586号水原亀田線）沿いに設けられている。相互間は徒歩約3分。
- 920 二本木線 山二ツ・亀田駅前経由
  - 万代シテイバスセンター - 蒲原町 - 南紫竹 - 山二ツ - 亀田駅前 - 亀田上町 - 二本木-中野 - 川口 - 新津駅 - 秋葉区役所
新津中心部は善道町 - 新津駅 - 本町二丁目 - 山谷 - 秋葉区役所の順に停車。平日1往復のみ、山谷 - 区役所間で地域振興局新津庁舎前を経由する。
- 930 亀田早通・酒屋線 山二ツ・亀田駅前・亀田早通経由
  - 万代シテイバスセンター - 蒲原町 - 南紫竹 - 山二ツ - 亀田駅前 - 亀田上町 - 泥潟 - 早通学校前 - 両川工業団地 - 中谷内 - 酒屋車庫
亀田上町 - 酒屋間は住民バス区間。土休日は全便運休
- 940 京王団地線 京王団地経由
  - 万代シテイバスセンター - 蒲原町 - 南紫竹 - 京王団地 - 宮本橋 - 南長潟 - イオン新潟南SC - 南部営業所
京王団地線（940系統）は、平日の全便がイオン新潟南SC（構内バスロータリー）を経由する。土休日はバスセンター発が終バス（21時00分発）を除く全便、イオン新潟南SC発が9時07分発から終バス（19時07分発）までの全便。経由時間帯外は亀田インター - 南部営業所間を直通する。
- 950 山二ツ線 山二ツ・石山団地経由
  - 市役所前 - 古町 - 万代シテイバスセンター前（一部万代シテイバスセンター） - 蒲原町 - 南紫竹 - 山二ツ - 石山駅入口北 - 石山団地 - 大形駅前 - 北高校前
山二ツ線（950系統）の往路の一部はバスセンター始発。時間帯により市役所前発、バスセンター発の2通りがあるため注意。復路はバスセンター前、古町もしくは市役所前終着（市内中心部の詳細な停車停留所は後述）。
- 961 東明線 東明経由 北高校発着
  - 万代シテイバスセンター - 蒲原町 - 南紫竹 - 東明二丁目 - 石山駅入口南 - 岡山 - 大形駅前 - 北高校前
- 962 東明線 東明経由 大江山発着
  - 万代シテイバスセンター - 蒲原町 - 南紫竹 - 東明二丁目 - 石山駅入口南 - 岡山 - 大渕 - 大江山連絡所前
岡山 - 大江山間は住民バス区間。土休日は全便運休
- 963 東明線 【モーニングライナー(I)】北高校始発 東明経由 学校町方面
  - 北高校前→大形駅前→岡山→石山駅入口南→東明二丁目→南紫竹→蒲原町→万代シテイバスセンター前→古町→市役所前→学校町→信濃町
    - 土休日は運休

上記900番台の市内中心部、往路はバスセンター→駅前通→明石一丁目→蒲原町の順に停車（但し水原線の急行は走行車線の関係上、明石二丁目に停車し蒲原町は通過）。復路は蒲原町→明石一丁目→駅前通→万代シテイバスセンター前→本町→古町（新潟三越前）の順に停車。但し各路線とも一部はバスセンター前止まりとなる。山二ツ線（950系統）の市役所前発着便は、往復とも市役所前 - 東中通 - 古町 - 本町 - バスセンター前 - 駅前通 - 明石一丁目 - 蒲原町の順に停車。なお、東明線のモーニングライナー（963系統）はさらに市役所前から各停で学校町・信濃町へ向かう。

#### 女池・長潟方面
新潟県道51号新潟黒埼インター笹口線（笹出線）、新潟県道164号白山停車場女池線（和合線）、市道紫鳥線、弁天線を軸に、新潟市南部（中央区南地区、山潟地区、江南区亀田地区）に至る路線。鳥屋野潟南部の鳥屋野潟公園・新潟県スポーツ公園（デンカビッグスワンスタジアム、HARD OFF ECOスタジアム新潟など）、新潟市産業振興センター、新潟勤労者総合福祉センター（新潟テルサ）、新潟市民病院へは新潟駅南口から、りゅーとリンク・市民病院線（下記530～532系統）に乗車。
- 500 女池線 西跨線橋経由 女池愛宕方面
  - 新潟駅前 - 万代シテイバスセンター前 - 東堀通六番町 - （昭和大橋） - 鳥屋野十字路 - 女池桜木町 - 江南高校前 - 女池神明 - 女池愛宕
- 501 女池線 西跨線橋経由 江南高校発着
  - 新潟駅前 - 万代シテイバスセンター前 - 東堀通六番町 - （昭和大橋） - 鳥屋野十字路 - 女池桜木町 - 女池西 - 江南高校前
- 510 女池線 笹出線経由 女池愛宕方面
  - 新潟駅南口 - 米山 - 堀の内 - 女池桜木町 - 江南高校前 - 女池神明 - 女池愛宕
- 512 女池線 笹出線経由 市民病院方面
  - 新潟駅南口 - 米山 - 堀の内 - 女池桜木町 - 江南高校前 - 女池神明 - 新潟市民病院
女池線のうち新潟駅前発着・西跨線橋経由（500・501系統）の市内中心部、往路は新潟駅前→駅前通→万代シテイバスセンター前→東堀通六番町→東堀通四番町→東堀通一番町→南高校前の順に停車。復路は南高校前から白山公園前→市役所前→東中通→古町→本町→礎町→万代シテイバスセンター前→駅前通→新潟駅前の順に停車。また女池地内は、江南高校以遠発着便（500・510・512系統）が往復とも女池桜木町 - 女池二丁目 - 野球場・科学館前 - 江南高校前 - 女池西 - 南病院前の順に停車。江南高校止まり（501系統）は女池桜木町→女池二丁目→女池西→江南高校前（終着・始発）→野球場・科学館前→女池二丁目→女池桜木町の順に停車。
- 520 長潟線 西跨線橋経由 南部営業所直通
  - 東堀通六番町 - （昭和大橋） - 鳥屋野十字路 - 堀の内 - 米山 - 新潟駅南口 - 弁天橋 - 南長潟 - イオン新潟南SC - 南部営業所
- 521 長潟線 西跨線橋・早通経由 南部営業所方面
  - 東堀通六番町 - （昭和大橋） - 鳥屋野十字路 - 堀の内 - 米山 - 新潟駅南口 - 弁天橋 - 南長潟 - 早通 - 亀田工業団地入口 - 南部営業所
- 522 長潟線 駅南口発着 南部営業所直通
  - 新潟駅南口 - 弁天橋 - 南長潟 - イオン新潟南SC - 南部営業所
長潟線のうち古町発着・西跨線橋経由（520・521系統）の市内中心部、往路は東堀通六番町→東堀通四番町→東堀通一番町→南高校前の順に停車。復路は南高校前から白山公園前→市役所前→東中通→古町（本町・第四銀行前）の順に停車。新潟駅南口周辺は往復とも、笹口二丁目（弁天線沿い、駅南センタービル横【降車のみ】）→新潟駅南口（郊外方面=バスターミナル1番線、古町方面=同2番線）→笹口二丁目（郊外方面=弁天線沿い、笹口交番前。古町方面=笹出線沿い、マルヤマビル横【乗降とも可】）の順に停車。また早通地内、南部営業所直通（520・522・570系統）は南長潟 - 亀田インター - イオン新潟南SC - 南部営業所の順に停車（但し土休日の早朝・夜間はイオン南SCを経由せず。詳細は後述）。早通経由（521系統）は南長潟 - 亀田インター - 下早通 - 早通 - 中早通 - 亀田工業団地入口 - 南部営業所の順に停車。
- 530 市民病院線 【りゅーとリンク】曽野木ニュータウン方面
  - 新潟駅南口 - 弁天橋 - 南長潟 - スポーツ公園前 - 新潟市産業振興センター前 - 新潟市民病院 - 曽野木ニュータウン
- 531 市民病院線 【りゅーとリンク】大野方面
  - 新潟駅南口 - 弁天橋 - 南長潟 - スポーツ公園前 - 新潟市産業振興センター前 - 新潟市民病院 - 曽野木団地入口 - 曽川 - 大野仲町
    - 平日1往復のみ運行。土休日は運休
- 532 市民病院線 【りゅーとリンク】市民病院発着
  - 新潟駅南口 - 弁天橋 - 南長潟 - スポーツ公園前 - 新潟市産業振興センター前 - 新潟市民病院
市民病院線のうち曽野木ニュータウン方面（530系統）の曽野木団地内は、柳通りを北上する一方向循環。市民病院南→曽野木一丁目（曽野木一丁目交差点角）→曽野木団地（市営住宅こすもす棟前）→曽野木ニュータウン【終点・始発】→曽野木一丁目→曽野木団地（市営住宅てっせん棟前）→市民病院南の順に停車。また大野方面（531系統）の大野町地内は、曽川から信濃川大橋西詰→大野新田町（旧道）→大野下町（旧道）→大野仲町（旧道）→大野仲町（国道）の順に停車。大野始発は大野仲町（国道）→曽川の順に停車。市民病院線の運行詳細はにいがた基幹バスも併せて参照。
天寿園前 - 産業振興センター前間の「いくとぴあ食花前」は、主に土曜・休日に限り停車する。
- 540 鵜ノ子線 亀田経由 大江山方面
  - 新潟駅南口 - 弁天橋 - 南長潟 - 東新潟病院 - （亀田バイパス） - 鵜ノ子 - 亀田駅前 - 丸山 - 大江山連絡所前
    - 南長潟 - 大江山間は住民バス区間。土休日は全便運休
- 570 長潟線 東跨線橋経由 南部営業所直通
  - 市役所前 - 古町 - 万代シテイバスセンター前 - （東跨線橋） - 新潟駅南口 - 弁天橋 - 南長潟 - イオン新潟南SC - 南部営業所
長潟線のうち東跨線橋経由（570系統）の新潟駅南口周辺、往路は花園町 - 笹口（笹出線沿い、サンライズ笹口前） - 笹口二丁目（駅南センタービル横【降車のみ】） - 新潟駅南口（バスターミナル1番線） - 笹口二丁目（笹口交番前【乗降とも可】） - 笹口大通の順に停車。復路は笹口大通 - 笹口二丁目（駅南センタービル横【乗降とも可】） - 新潟駅南口（バスターミナル2番線） - 笹口（けやき通り沿い、ファイ・ビル前） - 花園町の順に停車。

新潟駅南口 - 南長潟間は市民病院線、長潟線・鵜ノ子線と合わせ、平日昼間は概ね5～10分間隔（土休日は鵜ノ子線運休・市民病院線減便のため、概ね10～20分間隔）でバスが運行されている。長潟線のうち、2006年10月1日より社会実験路線[35]のバス社会実験として運行を開始した東跨線橋経由（570系統）は平日概ね60分間隔で運行。南長潟 - 南部営業所間は西跨線橋経由・駅南口始発（520～522系統）と合わせ、終日概ね5～20分間隔（土休日の夜間は40分間隔）でバスが発着しており、また駅南口発の路線バスで唯一、23時台発の便が設けられている（2本）。
なお、南長潟バス停は路線により位置が異なり、市民病院線（鳥屋野潟南部線沿い）は市民病院方面行が第四銀行横、駅南口行がたわら屋横。長潟線・鵜ノ子線（弁天線沿い）は南部営業所・大江山方面行がセーブオン前、駅南口・古町方面行がうすい牧場前となっている。また長潟線（早通経由を除く）は平日の全便がイオン新潟南SC（構内バスロータリー）を経由する。土休日は、駅南口発が始発の6時55分から21時00分までの全便、イオン新潟南SC発駅南口方面行が9時17分から終バス23時05分までの全便。経由時間帯外は亀田インター - 南部営業所間を直通する。

#### 鳥屋野方面
新潟県道1号新潟小須戸三条線（小須戸線）、新潟県道2号新潟寺泊線を軸に、新潟市南部（中央区西部=南地区、江南区西部=曽野木・両川地区、秋葉区新津地区西部・小須戸地区）に至る路線。全4路線5系統が運行されている。
鳥屋野線（4路線の総称）は以前バスセンター（前）発着で、市中心部 - 南高校前間は往路が小須戸線（水島町）経由、復路は昭和大橋・柾谷小路（古町）経由となっていた。2007年11月1日からオムニバスタウン事業の一環で新潟駅前発着となり、経路も往路・復路とも柾谷小路経由に統一化された。
曽野木団地内の循環経路は、2010年7月1日から反時計回りに変更された。これは終点の曽野木ニュータウンバス停周辺に新潟交通が所有していた土地（旧新交ストアー→セサミ→ドリームマート）が売却され、市道上のバスベイが撤去されるのに伴う措置である。
- 200 曽野木ニュータウン線 古町・新光町経由 曽野木ニュータウン方面
  - 新潟駅前 - 万代シテイバスセンター前 - 古町 - 市役所前 - 南高校前 - 新光町 - 県庁前 - 鳥屋野 - 祖父興野 - 曽野木ニュータウン
- 201 曽野木ニュータウン線 【モーニングライナー(I)】曽野木ニュータウン始発 学校町方面
  - 曽野木ニュータウン→祖父興野→鳥屋野→県庁前→学校町→市役所前→古町→万代シテイバスセンター前→新潟駅前
    - 平日1本運行。土休日は運休
    - ニュータウン線の曽野木団地内は柳通りを北上する一方向循環。曽野木団地入口→曽野木一丁目（市営住宅くろっかす棟前）→曽野木団地（市営住宅こすもす棟前）→曽野木ニュータウン【終点・始発】→曽野木一丁目→曽野木団地（市営住宅てっせん棟前）→曽野木団地入口の順に停車。
- 210 曽川・嘉木線 古町・新光町経由 曽川・嘉木方面
  - 新潟駅前 - 万代シテイバスセンター前 - 古町 - 市役所前 - 南高校前 - 新光町 - 県庁前 - 鳥屋野 - 祖父興野 - 曽川 - 嘉木
- 220 酒屋線 古町・新光町経由 酒屋方面
  - 新潟駅前 - 万代シテイバスセンター前 - 古町 - 市役所前 - 南高校前 - 新光町 - 県庁前 - 鳥屋野 - 祖父興野 - 曽川 - 上舞潟 - 酒屋車庫
    - 両川地内は上舞潟から市道を経由し、和田 - 和田倉庫前 - 上和田 - 酒屋小学校前 - 酒屋車庫の順に停車。曽川 - 酒屋間は住民バス区間となっており、土休日は全便運休。土休日の両川地区方面への公共交通の足は下記の230系統のみとなる。
- 230 小須戸線 古町・新光町経由 酒屋・小須戸方面
  - 新潟駅前 - 万代シテイバスセンター前 - 古町 - 市役所前 - 南高校前 - 新光町 - 県庁前 - 鳥屋野 - 祖父興野 - 曽川 - 上舞潟 - 酒屋 - 子成場 - 小須戸神社前
    - 両川地内は上舞潟から引き続き小須戸線を経由し、和田堤防 - 上和田堤防 - 花ノ牧 - 酒屋 - 覚路津の順に停車。

#### 大野・白根方面
国道8号、新潟県道42号新潟黒埼インター線（旧8号）を軸に、新潟市南西部（西区坂井輪・黒埼地区、南区白根・味方・月潟地区）に至る路線。味方線の2系統は、以前新潟交通電車線の沿線だった区間の輸送を担う。
国道8号方面の大野白根線（大野線・白根線・味方線・木場線の総称）の各路線は以前バスセンター（前）発着で、往路は白根線の急行が東港線経由、平島方面系統が八千代橋・鍛治小路・川岸町通（BSN前）経由、復路は急行が昭和大橋・柾谷小路（古町）経由、平島方面系統がはくさん通り（白山駅前）・柾谷小路経由となっていた。大野白根線が新潟駅前発着に変更されたのは、急行が社会実験により2006年10月1日から、その他の平島方面系統はオムニバスタウン事業の一環で2007年11月1日から。また同日から全路線往路・復路とも柾谷小路経由に統一化された。なお市役所前以西は急行が昭和大橋経由、平島方面系統がはくさん通り経由となっている。
また潟東・京ヶ瀬両営業所管内の路線のうち、新津駅発着の路線についても系統表示が行われていた（新潟交通観光バス#潟東営業所を参照）。
- 800 大野線 平島・ふるさと村経由
  - 新潟駅前 - 万代シテイバスセンター前 - 古町 - 市役所前 - 白山駅前 - 関屋大川前 - 平島 - 寺地 - 山田堤付 - 新潟ふるさと村 - 大野仲町
- 802 大野線 平島・ときめき経由
  - 新潟駅前 - 万代シテイバスセンター前 - 古町 - 市役所前 - 白山駅前 - 関屋大川前 - 平島 - 寺地 - 済生会第二病院前 - 西部営業所 - ときめき - 焼鮒団地前 - 大野仲町
- 803 大野線 済生会第二病院発着 ふるさと村経由
  - 済生会第二病院（構内） - 山田堤付 - 新潟ふるさと村 - 大野仲町
- 810 白根線 平島・ふるさと村・大野・大通経由
  - 新潟駅前 - 万代シテイバスセンター前 - 古町 - 市役所前 - 白山駅前 - 関屋大川前 - 平島 - 寺地 - 山田堤付 - 新潟ふるさと村 - 大野仲町 - 大通ニュータウン - 白根横町 - 潟東営業所
- 811 白根線 【急行】バイパス・ふるさと村・大野経由
  - 新潟駅前 - 万代シテイバスセンター前 - 古町 - 市役所前 - 白山公園前 - 南高校前（これまで各停） - 県庁東 - 上山学校前 - 女池インター前 - （新潟バイパス） - 新潟ふるさと村 - 善久 - 大野仲町 - 大通一丁目 - 大通小学校前 - 大通南 - （これより各停）上塩俵 - 白根横町 - 潟東営業所
    - 新潟駅前 - 女池インター前間に限り、往路は乗車のみ、復路は降車のみ。
- 812 白根線 【モーニングライナー(I)】潟東始発 大通・大野・ふるさと村・平島経由 学校町方面
  - 潟東営業所→白根横町→大通ニュータウン→大野仲町→新潟ふるさと村→山田堤付→寺地→平島→関屋大川前→学校町→市役所前→新潟駅前
    - 平日朝1本運行。土休日は運休
- 813 白根線 【快速】平島・ふるさと村・大野・大通経由
  - 新潟駅前 - 万代シテイバスセンター前 - 古町 - 市役所前 - 白山駅前 - 新潟第一高校前（これまで各停） - 東青山 - 平島 - 寺地 - 下山田 - 新潟ふるさと村 - 善久 - （これより各停）大野仲町 - 大通ニュータウン - 白根横町 - 潟東営業所
    - 平日のみ運行（新潟駅前発＝夕方2本、潟東営業所発＝朝3本）、土休日は全便運休。2007年11月から「区間快速」として運行開始。当時は潟東発平日朝3本の運行で、中山田・山田堤付の2停留所を通過するのみだった。2009年3月14日のダイヤ改正で通過停留所が追加されて「快速」に改称、新潟駅前発も設定された（運行開始は週末を挟んで3月16日から）。
- 820 味方線 平島・ふるさと村・大野・味方経由 月潟方面
  - 新潟駅前 - 万代シテイバスセンター前 - 古町 - 市役所前 - 白山駅前 - 関屋大川前 - 平島 - 寺地 - 山田堤付 - 新潟ふるさと村 - 大野仲町 - 金巻 - 板井 - 味方 - 白根中（西白根） - 千日下 - 月潟
- 821 味方線 平島・ふるさと村・大野・味方経由 潟東方面
  - 新潟駅前 - 万代シテイバスセンター前 - 古町 - 市役所前 - 白山駅前 - 関屋大川前 - 平島 - 寺地 - 山田堤付 - 新潟ふるさと村 - 大野仲町 - 金巻 - 板井 - 味方 - 白根中（西白根） - 千日下 - 潟東営業所
- 830 木場線 平島・ふるさと村・大野経由
  - 新潟駅前 - 万代シテイバスセンター前 - 古町 - 市役所前 - 白山駅前 - 関屋大川前 - 平島 - 寺地 - 山田堤付 - 新潟ふるさと村 - 大野仲町 - 金巻 - 木場学校前
大野止まり（800～804系統）の大野町地内は、信濃川大橋西詰→大野新田町（旧道）→大野下町（旧道）→大野仲町（旧道）の順に停車。大野始発は大野仲町（国道）→信濃川大橋西詰の順に停車。大野以遠発着便（木場・白根・潟東・月潟方面）の往路は、信濃川大橋西詰→大野新田町（国道）→大野仲町（国道）→大通一丁目もしくは黒埼出張所前の順に停車。復路は大野始発同様、大野仲町（国道）発着。
また味方地内の緑が丘病院前バス停は、両方向から新潟駅前方面のバスが発着するため注意。サークルK側は白根・大通経由（810～813系統、潟東営業所始発）、緑が丘病院側は西白根・味方経由（820系統、月潟始発）が発着する。

#### 内野・小針方面
国道116号・新潟市道曽和インター信濃町線（西大通り）、国道402号（産業道路）、新潟県道16号新潟亀田内野線（旧116号・弥彦街道）、市道大堀線（大堀幹線）などを軸に、新潟市西部（西区北西部=坂井輪・内野・赤塚・中野小屋地区）に至る路線。新潟大学方面も含まれる。
- 600 西小針線 坂井・内野方面
  - 新潟駅前 - 万代シテイバスセンター前 - 古町 - 市役所前 - 学校町 - 信濃町 - 上山 - 西小針 - 新大入口 - 坂井 - 内野四ツ角 - 内野営業所
- 601 西小針線 新潟大学発着
  - 新潟駅前 - 万代シテイバスセンター前 - 古町 - 市役所前 - 学校町 - 信濃町 - 上山 - 西小針 - 新大入口 - 新大西門（新潟大学前）
- 602 西小針線 新潟大学・内野方面
  - 新潟駅前 - 万代シテイバスセンター前 - 古町 - 市役所前 - 学校町 - 信濃町 - 上山 - 西小針 - 新大入口 - 新大西門 - 五十嵐二ノ町 - 内野駅前 - 内野営業所
- 603 西小針線 【快速】坂井・内野方面
  - 新潟駅前 - 万代シテイバスセンター前 - 古町 - 市役所前（これまで各停） - 小針十字路 - 西小針 - 寺尾公園前 - 下道上が丘 - （これより各停）新大入口 - 坂井 - 内野四ツ角 - 内野営業所
- 604 西小針線 【快速】新潟大学・内野方面
  - 新潟駅前 - 万代シテイバスセンター前 - 古町 - 市役所前（これまで各停） - 学校町二番町（往路のみ停車） - 浦山三区 - 上山 - 小針自由が丘 - 日和が丘 - 寺尾新町西 - 上道上が丘 - （これより各停）新大国道口 - 新大西門 - 新大工学部前 - 五十嵐二ノ町 - 内野駅前 - 内野営業所
西小針線の快速（603・604系統）は、復路は学校町地内で国道116号（学校町ミニバイパス）を経由するため、学校町一番町は通らない。なお、内野快速・大学快速は市役所前 - 新大入口間でそれぞれ停車停留所が異なる為、利用の際には注意が必要である（新潟駅前行の行先表示は「[603]【快速】（内野）新潟駅」もしくは「[604]【快速】（大学）新潟駅」となっている）。また、土曜・休日は全便運休となる。
- 605 西小針線 美咲合同庁舎発着 坂井・内野方面
  - 美咲合同庁舎 - 県庁前 - 信濃町 - 上山 - 西小針 - 新大入口 - 坂井 - 内野四ツ角 - 内野営業所
- 606 西小針線 美咲合同庁舎発着 新潟大学・内野方面
  - 美咲合同庁舎 - 県庁前 - 信濃町 - 上山 - 西小針 - 新大入口 - 新大西門 - 五十嵐二ノ町 - 内野駅前 - 内野営業所
    - 土曜・休日は運休
- 607 西小針線 坂井・信楽園病院方面
  - 新潟駅前 - 万代シテイバスセンター前 - 古町 - 市役所前 - 学校町 - 信濃町 - 上山 - 西小針 - 新大入口 - 坂井 - 信楽園病院
- 608 西小針線 【モーニングライナー(II)】内野始発 笹出線方面
  - 内野営業所→内野四ツ角→坂井→新大入口→西小針→上山→信濃町→学校町→白山公園前→南高校前→鳥屋野十字路→北越高校前→新潟駅南口
    - 土曜・休日は運休
- 609 西小針線 【モーニングライナー(II)】内野始発 浜浦町方面
  - 内野営業所→内野四ツ角→坂井→新大入口→西小針→上山→信濃町→浜浦町→護国神社前→古町→新潟駅前
    - 土曜・休日は運休

西小針線（600～609系統）には1984年、バスロケーションシステムを内包する都市新バスシステムが導入されており、主要停留所には接近表示器が設置されている。新潟駅前 - 信濃町 - 有明台間は西循環線（11・11A・11B・12A系統）、有明線（610～615系統・後述）と合わせて終日概ね5～10分間隔で、有明台 - 新大入口間は終日概ね10分間隔（夜間は15～20分間隔）で運行されており、また新潟駅万代口発の路線バスで唯一、23時台発の便が設けられている（3本）。
- 610 有明線 五十嵐・内野方面
  - 新潟駅前 - 万代シテイバスセンター前 - 古町 - 市役所前 - 学校町 - 信濃町 - 有明 - 西総合スポーツセンター前 - グリーン団地前 - 五十嵐二ノ町 - 内野駅前 - 内野営業所
- 611 有明線 五十嵐発着
  - 新潟駅前 - 万代シテイバスセンター前 - 古町 - 市役所前 - 学校町 - 信濃町 - 有明 - 西総合スポーツセンター前 - グリーン団地前
- 612 有明線 信楽園病院方面
  - 新潟駅前 - 万代シテイバスセンター前 - 古町 - 市役所前 - 学校町 - 信濃町 - 有明 - 西総合スポーツセンター前 - 新大入口 - 坂井 - 信楽園病院
- 613 有明線 【モーニングライナー(II)】内野始発 浜浦町方面
  - 内野営業所→内野駅前→五十嵐二ノ町→グリーン団地前→西総合スポーツセンター前→有明→浜浦町→護国神社前→古町→新潟駅
    - 土曜・休日は運休
- 614 有明線 【モーニングライナー(II)】内野始発 笹出線方面
  - 内野営業所→内野駅前→五十嵐二ノ町→グリーン団地前→西総合スポーツセンター前→有明→信濃町→学校町→白山公園前→南高校前→鳥屋野十字路→北越高校前→新潟駅南口
    - 土曜・休日は運休
- 615 有明線 美咲合同庁舎発着 五十嵐・内野方面
  - 美咲合同庁舎 - 県庁前 - 信濃町 - 有明 - 西総合スポーツセンター前 - グリーン団地前 - 五十嵐二ノ町 - 内野駅前 - 内野営業所
- 620 大堀線 内野方面
  - 新潟駅前 - 万代シテイバスセンター前 - 古町 - 市役所前 - 白山駅前 - 関屋大川前 - 青山本村 - 小針二丁目 - 小針七丁目 - 坂井東 - 新通 - 坂井 - 内野四ツ角 - 内野営業所
- 621 大堀線 文理高校経由 内野方面
  - 新潟駅前 - 万代シテイバスセンター前 - 古町 - 市役所前 - 白山駅前 - 関屋大川前 - 青山本村 - 小針二丁目 - 小針七丁目 - 坂井東 - 新通 - 新通橋 - 文理高校前 - 内野四ツ角 - 内野営業所
- 622 大堀線 美咲合同庁舎発着 内野方面
  - 美咲合同庁舎 - 県庁前 - 関屋大川前 - 青山本村 - 小針二丁目 - 小針七丁目 - 坂井東 - 新通 - 坂井 - 内野四ツ角 - 内野営業所
    - 土曜・休日は運休
- 623 大堀線 信楽園病院・中野小屋方面
  - 新潟駅前 - 万代シテイバスセンター前 - 古町 - 市役所前 - 白山駅前 - 関屋大川前 - 青山本村 - 小針二丁目 - 小針七丁目 - 坂井東 - 新通 - 新通橋 - 信楽園病院（ - 文理高校前 - 田島 - 中野小屋 - 明田 - 赤塚駅前）
    - 2007年4月2日より「新潟市西区区バス」（中野小屋ルート）として信楽園病院 - 赤塚駅前間を延長運行（括弧内は区バスの運行経路）。区バス区間は平日5往復。土曜・休日は運休し、全便が信楽園病院発着となる。
- 624 大堀線 【モーニングライナー(II)】内野発着 笹出線方面
  - 内野営業所→内野四ツ角→文理高校前→坂井→新通→坂井東→小針七丁目→小針二丁目→青山本村→関屋大川前→白山駅前→白山公園前→南高校前→鳥屋野十字路→北越高校前→新潟駅南口
    - 土曜・休日は運休

大堀線（620～624系統）の青山・小針地内は、関屋大川前から関屋大橋・イオン新潟青山SC北側を経由して青山 - 青山本村 - 青山稲荷前 - 青山水道遊園前 - 小針二丁目の順に停車。
- 630 寺尾線 内野方面
  - 新潟駅前 - 万代シテイバスセンター前 - 古町 - 市役所前 - 白山駅前 - 関屋大川前 - 青山本村 - 小針南台 - 寺尾駅前通 - 坂井 - 内野四ツ角 - 内野営業所
- 631 寺尾線 上新町方面
  - 新潟駅前 - 万代シテイバスセンター前 - 古町 - 市役所前 - 白山駅前 - 関屋大川前 - 青山本村 - 小針南台 - 寺尾駅前通 - 坂井 - 内野四ツ角 - 上新町公民館前
    - 西新町 - 上新町間は住民バス区間。土曜・休日は全便運休
- 632 寺尾線 信楽園病院方面
  - 新潟駅前 - 万代シテイバスセンター前 - 古町 - 市役所前 - 白山駅前 - 関屋大川前 - 青山本村 - 小針南台 - 寺尾駅前通 - 坂井 - 信楽園病院
寺尾線（630～632系統）の青山・小針地内は、関屋大川前から関屋大橋・イオン新潟青山SC北側を経由して青山 - 青山本村 - 青山稲荷前 - 青山水道遊園前 - 小針小学校前の順に停車。
- 640 流通センター線 流通センター発着
  - 新潟駅前 - 万代シテイバスセンター前 - 古町 - 市役所前 - 白山駅前 - 関屋大川前 - 青山一丁目 - 小針二丁目 - 小針七丁目 - 工業高校入口 - 小新大通団地 - 流通センター
- 641 流通センター線 西警察署発着
  - 新潟駅前 - 万代シテイバスセンター前 - 古町 - 市役所前 - 白山駅前 - 関屋大川前 - 青山一丁目 - 小針二丁目 - 小針七丁目 - 工業高校入口 - 小新大通団地 - 流通センター - 西警察署前
流通センター線（640・641系統）の青山・小針地内、往路は関屋大川前から関屋大橋・イオン新潟青山SC南側を経由して青山一丁目→小針二丁目の順に停車。復路は市道大堀線・県道42号を経由して小針二丁目→青山一丁目→平島二丁目→東青山の順に停車。641系統は土曜・休日運休。
- 650 赤塚線・赤塚地区住民バス 【コミュニティ佐潟バス】
  - 内野営業所 - 木山小学校前 - 四ッ郷屋 - 赤塚連絡所前 - 赤塚小学校前 - 新潟国際情報大学前 - 赤塚駅前
- 651 赤塚線・赤塚地区住民バス 【コミュニティ佐潟バス】四ッ郷屋発着
  - 内野営業所 - 木山小学校前 - 四ッ郷屋
赤塚地区住民バスは赤塚・四ッ郷屋地区の住民組織が運営主体となり、新潟市から経費の助成を受け、新潟交通が業務を受託する方式で運行されている。650系統の内野発午後3本、赤塚発朝1本は四ッ郷屋不経由。651系統は四ッ郷屋折り返しの区間運行便で平日1往復。なお土曜・休日は全便運休となる。詳細は西区のコミュニティバスの項目も併せて参照。
- 660 黒鳥線
  - 大野仲町 - 鳥原新田 - 緒立温泉前 - 黒鳥 - 新田 - 信楽園病院 - 文理高校前 - 内野四ツ角 - 内野営業所
平日朝夕を中心に、大野発4本・内野発5本（うち1本は学休日運休）を運行。土曜・休日は全便運休。
黒鳥線（660系統）の大野地内は、内野方面から折り返し循環運行。黒埼出張所前→大野仲町（旧道）→大野下町→（旧道）→大野新田町（旧道）→大野仲町（国道）→黒埼出張所前の順に停車する。
以前は築千坊・高山橋経由だったが、2007年4月9日のダイヤ改正から信楽園病院・文理高校前経由となっている。また以前、一部の便が新潟市ふれあい健康センター（アクアパークにいがた）を経由していたが、現在は乗り入れを行っていない。
- 661 黒鳥線 信楽園病院 - 内野間
  - 信楽園病院 - 文理高校前 - 内野四ツ角 - 内野営業所
平日は信楽園病院発5本・内野発4本、土曜・休日は信楽園病院発7本、内野発4本を運行。

内野方面の路線はこれまで、段階的に発着地やルートが整理されている。寺尾線（630番台）・流通センター線（640番台）はかつてバスセンター（前）発着、往路は鍛冶小路・川岸町通経由、復路は電車通り（はくさん通り）・柾谷小路経由、坂井輪地区内は現県道16号経由だったが、1985年6月1日の改正から寺尾線は新潟駅前発着、往復とも柾谷小路・電車通り経由に変更され、全便内野・上新町止まりに（それ以前は曽根、巻、弥彦方面への系統も運行されていた）。また流通センター線は市道大堀線経由となった。2000年12月、坂井輪地区南部の住民からの要望を受けて寺尾線の大部分が市道大堀線経由となり、現在の大堀線（620番台）の体制となった。その後、流通センター線も2007年11月1日からオムニバスタウン事業の一環で新潟駅前発着となり、往復とも柾谷小路・はくさん通り経由に変更された。大堀線・流通センター線は合わせて平日15～20分間隔で運行されているが、系統によって青山地内の経由地が一部異なるため、利用の際には注意が必要である。

### 臨時路線
行楽・イベント開催などに合わせて運行される臨時路線。
- 903 【特急】 サントピアワールド線
  - 万代シテイバスセンター - 新潟駅前 - （磐越自動車道） - サントピアワールド
3月中旬から11月下旬まで運行。春休み期間は毎日1往復、ゴールデンウイークと夏休み期間は毎日2往復、それ以外は土曜・休日1往復。12月から3月上旬の間は冬季休園のため運休する。
子供・学生向けセット料金の設定があり、バスセンター案内所・新潟駅前案内所では往復バス運賃とサントピアワールドの入園料がセットになった「学割特急便」を発売している（小人900円、中・高校生・専門学校生・大学生1,500円）。サントピアワールド到着後、入場券売場で半券を提示すると「乗り放題ゴールデンフリーキップ」（入園料抜き、小人・大人とも2,800円）が300円割引になる。
- 560 【急行】 直通・競馬場線
  - 新潟駅南口 - （新潟バイパス・新新バイパス） - 新潟競馬場前
中央競馬開催日・場外発売日に限り運行。
片道570円だが、新潟競馬開催時は当路線が発車する駅南口バスプール8番のりばで往復乗車券（1,000円）を発売している。この往復乗車券で復路について古町・市役所前行きバスにも使用できる。
- 豊栄・競馬場線
  - 豊栄駅前 - 柳原団地 - 競馬場入口 - 新潟競馬場前
中央競馬開催日・場外発売日に限り運行。各停留所に停車する。2024年11月にJRAバス助成事業の一環として2台の新車が導入[39]。上記、新潟駅南口 - 新潟競馬場前の急行バスと共に使用される。
- 【急行】 直通・県民会館線
  - 新潟県民会館→新潟駅前
新潟県民会館、新潟市民芸術文化会館など白山公園内の施設でイベント・コンサート等開催時、催事終了の時間帯に合わせて運行（但し運行しない場合あり）。新潟駅前から公園最寄りの市役所前・白山公園前両バス停間は定期路線の運行本数が多いため、新潟駅前発の設定は無い。
- 【急行】 駅南口発着 直通・スポーツ公園線
  - 新潟駅南口 - スポーツ公園バスターミナル
新潟スタジアム（デンカビッグスワンスタジアム）でJリーグ公式戦、新潟県立野球場（HARD OFF ECOスタジアム新潟）でプロ野球公式戦、その他イベント開催時に運行。
片道260円だが、当路線が発車する駅南口バスプール6・7番のりばで往復乗車券（500円）を発売している。
- 【急行】 バスセンター発着 直通・スポーツ公園線
  - 万代シテイバスセンター - スポーツ公園バスターミナル
新潟スタジアム（デンカビッグスワンスタジアム）でJリーグ公式戦、その他イベント等開催時に運行。復路は駅前通→バスセンター前終着。
- 【急行】 直通・産業センター線
  - 新潟駅南口 - 新潟市産業振興センター
- 【急行】 直通・テルサ線
  - 新潟駅南口 - 新潟テルサ
産業センター・新潟テルサ方面の直通急行は、いずれも各施設でイベント・コンサート等開催時に運行。往路は駅南口バスプール6・7番のりばから発車、復路は両施設正面のロータリー、もしくは産業センター前バス停の駅南口方面バスベイ（産業センター横）から発車する。上記のスポーツ公園・産業センター・新潟テルサ方面の臨時バスはりゅーとリンク・市民病院線（530～532系統）と運行経路が重複しているが、南長潟以西の区間は市道嘉瀬蔵岡線を経由する場合がある。
- 【急行】 駅南口発着 直通・朱鷺メッセ線
  - 新潟駅南口 - 朱鷺メッセ
朱鷺メッセでイベント・コンサート等が開催される際には佐渡汽船線（17系統）の増発で対応しているが、特に大規模な動員数が見込まれる場合には、駅南口バスプール6・7番のりば発の臨時バスが運行されることがある。
- 【急行】 直通・東総合スポーツセンター線
  - 新潟駅南口 - 東総合スポーツセンター
新潟市東総合スポーツセンターでbjリーグ公式戦、その他イベント開催時に運行。
- 西小針線 新潟大学直通
  - 新潟駅前 - 万代シテイバスセンター前 - 古町 - 市役所前（これまで各停） - 新大正門 - 新大中門 - 新大西門
西小針線では、新潟大学で行われる大学入試センター試験や同大学の二次試験の実施日等に、市内中心部各停で同大学へ直通する臨時バスが増発される。

## 新バスシステム開業前の特色・問題点

### 路線バス
新潟市のバス路線網は、新潟市中心部を起点として放射状に構成。市内中心部の都市構造の関係上、新潟駅周辺を南北に縦貫する路線は1路線のみで（570系統）、郊外から市内中心部を経由して郊外へ至る路線はごく少ない。また郊外の交通拠点から郊外各方面へ至る路線も少なく、運行本数も少ない。
また新潟市中心部のバス発着地は大きく分けて4箇所あり、市内線の多くと西区、南区、江南区曽野木・両川地区、秋葉区小須戸地区方面への路線は「新潟駅万代口」、中央区南地区・山潟地区方面への路線は「新潟駅南口」、東区、北区、新発田市、江南区亀田・横越地区、秋葉区新津地区方面への路線は「万代シテイバスセンター」「古町」「市役所前」の3箇所から発着している。このうちバスセンター始発の路線は、往路と復路で経由地や行先が異なっており、復路のほとんどの便の行先は「古町」となっていた。これは古町への通勤・買い物客の輸送手段を確保するという大きな目的があることによる。またバスセンター・古町・市役所前発着の路線は新潟駅を経由しないため、駅の敷地内で直接乗り換えることは出来ないが、万代口から徒歩5分前後の圏内にほぼ全路線の停留所があり（駅前通、明石一丁目、バスセンター、万代町）、乗継ぎ客はそれらバス停を利用することになっていた。
市内中心部の中でも特にバスの運行本数が多いのが、新潟駅万代口～万代シテイ～古町間（東大通・萬代橋通り、柾谷小路）。バスは市内線・郊外線ともこの区間に集中して運行されていた。尚、郊外線の古町行は第四銀行本店前、新潟三越前、東堀通、新津屋小路（柾谷小路の1本上手側）など路線によって降車場が複数あり、注意が必要であった。
しかし一方、このように市内中心部のバスの発着地・経由地が全く統一されていないことから「どこからどのバスに乗ればどこへ行けるのかが全く分からない」「（郊外から）行きは古町まで直接行けるが、帰りはわざわざバスセンターまで歩くか、バスを乗り換えるかしなければならない」「路線構成がややこしく、慣れないと乗りづらい」という意見が多く、特に他市町村や他県からの観光客・買物客や、進学・転勤などで新潟市周辺に移住した利用者は、他都市ではあまり例のない路線構成や運行体制の煩雑さに戸惑うことが多いといわれていた。
- 一例として、300番台の各路線（松浜線・太夫浜線・船江町線・空港線・河渡線）は2009年5月31日まで、下りの始発地は松浜線が市役所前発・万代町通経由、太夫浜線がバスセンター発・東港線経由、船江町線がバスセンター発・明石通経由、河渡線が古町発・万代町通経由とバラバラになっており、しかも松浜線と太夫浜線は中央埠頭バス停以遠、松港橋バス停まで全く同一のルートを経由していた。それに対し、上りはこの4系統がいずれも万代町通経由となっており、紡績口バス停から市内中心部に掛けては、昼間時間帯にもかかわらず同一方面へのバスが2～3便続けざまに停留所を通過してゆくケースがしばしばあった（空港線各停は往復とも新潟駅前発着・東港線経由）。この300番台の系統整理が2009年度から本格的に着手され、このうち太夫浜線・船江町線は同年6月1日から松浜線同様に市役所前発着・往復とも万代町通経由となり、これに伴って太夫浜線の運行体制を松浜線へ統合するなどしたことから煩雑性が軽減され、さらに松浜線に新潟駅前発着・東港線経由の系統が新設され、新潟駅方面へのアクセスも若干改善された。なお、今後河渡線も市役所前までの延伸を予定しており、最終的に300番台は「市役所前発着・古町・万代町通経由」と「新潟駅前発着・東港線経由」の2通りのみに整理される予定である。
- 過去、新潟県庁の移転、千歳大橋、柳都大橋、新潟みなとトンネルなど新しい橋の開通、新潟交通電車線の廃止などに伴って路線網の再編が行われている。しかし一方では、当該地域への短絡ルートとなる新しい道路が開通したのに、バスは未だに遠回りする旧道経由となっているなど、基本的には1960年代の道路網を基にしたままであり、現状の交通実勢に見合わない路線構成も一部に残存したままとなっていた。
- また、郊外線は2005年秋から系統番号の表示を開始したが、この系統番号の一部には紛らわしいものもあり、利用者から「不便ではないか」という意見があった。
  - 実際の系統番号と車内の運賃表示機に表示されている系統番号が一致していない。
  - 石山線（950系統）は、下りの始発地がバスセンターの便と市役所前の便の2系統があるが、発車位置が異なるにもかかわらず同一の系統番号が付与されている。前者は他の900番台の各路線同様バスセンター9番線始発だが、後者は柾谷小路・萬代橋通りを経由するため、バスセンター構内には入らず、万代シテイバスセンター前（往路=秋田銀行前、復路=ラブラ万代前）から発着する。石山線は平日概ね20～40分間隔で運行されているが、バスセンター発・市役所前発の双方とも発車間隔がまちまちになっており、時間帯によっては2時間近く間隔が開いていた。
  - また平島線のうち、ふるさと村経由大野線（800系統）は、発着地が異なるものの経由地が全く同一の2系統に、わざわざ系統番号を分割して付与しており、2007年10月31日までは万代シテイバスセンター（前）発着が800系統、新潟駅前発着が801系統となっていた。但し平島線は翌11月1日から全便新潟駅前発着となったため、801系統は800系統に統合され消滅している。
  - 市内線のうち循環線2路線は、往路・復路とも経由地がほぼ同一であるにもかかわらず、わざわざ系統番号を分割して付与していた。りゅーとリンク・中央循環線のうち新潟駅万代口 - 同南口間の系統は川岸町先回りが「7A」・出来島先周りが「8A」、西循環線は信濃町先回りが「11A」・浜浦町先回りが「12A」となっていた。

こうした問題などから、新潟市は新潟交通グループ、新潟県警察などと共同でオムニバスタウン指定に向けた準備作業を進め、2007年6月4日に国土交通省から指定を受けた（全国で13番目）。今後2011年までの5箇年計画でこれらの問題を改善する施策を実施する予定とした（主な施策はオムニバスタウン#指定都市一覧を参照）。
2015年9月5日の「新バスシステム」開業では、これらの問題の大部分が解決されることになった。